# Arte vichinga
Arte vichinga, nota anche comunemente come arte norrena, è un termine ampiamente accettato usato per indicare l'arte dei Norreni prodotta sia nella natia Scandinavia sia nei loro insediamenti nelle isole britanniche e in Islanda, durante la c.d. "Epoca vichinga" (VIII-XI secolo). L'arte vichinga ha molti elementi stilistici in comune con l'Arte celtica e l'Arte barbarica ed ha successivamente influenzato l'Arte romanica e, in generale, l'arte dell'Europa orientale, condividendo molte influenze con ciascuna di queste tradizioni.
L'attuale conoscenza dell'arte vichinga si basa su reperti di materiali durevoli (metallo e pietra), più raramente, seppur con rimarchevoli eccezioni, di materiali deperibili quali legno, osso, avorio di tricheco e tessuti. La documentazione artistica pervenutaci è significativamente incompleta e gli scavi archeologici in corso, tanto quanto i ritrovamenti opportunistici, stanno contribuendo a migliorare la situazione.
L'arte vichinga è solitamente divisa in una sequenza di stili approssimativamente cronologici, sebbene al di fuori della Scandinavia le influenze locali, fondamentalmente Celtiche e Anglo-Sassoni, siano spesso forti e lo sviluppo degli stili può risultare meno chiaro. Ciò premesso, il corpus artistico (ed archeologico) norreno viene normalmente trattato secondo un modello tripartito: periodo proto-vichingo (750/775-875), medio-vichingo (ca. 875-975) e tardo-vichingo (975-1100/1125).

## Contesto culturale

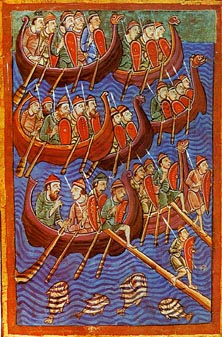
Vichinghi raffigurati su di un arazzo del XII secolo.

Con il termine "vichinghi" s'intendono i guerrieri norreni, originari della Scandinavia, dello Jutland e della Germania settentrionale che, a bordo delle iconiche imbarcazioni note come dreki (ma non solo), fecero scorrerie sulle coste delle isole britanniche, della Francia, della Sicilia, della Russia ma anche del Nordafrica e del Medioriente fra la fine dell'VIII e l'XI secolo. Questo periodo di grande espansione, detto "Epoca vichinga", è posto convenzionalmente tra i primi saccheggi documentati degli anni 790 (data al 793 la grande incursione all'Abbazia di Lindisfarne) fino alla conquista normanna dell'Inghilterra del 1066. Seppur ancora oggetto di dibattito quanto alle sue cause, l'espansione vichinga portò i norreni a navigare la maggior parte dell'Oceano Atlantico settentrionale come saccheggiatori, commercianti, coloni e mercenari.
L'etimo "vichingo", l'uomo libero che intraprendeva la pirateria, è ancora oggi erroneamente utilizzato per indicare tutti i Norreni, cioè i popoli germanici scandinavi.
Da un punto di vista cronologico, l'epoca vichinga segue direttamente la seconda ed ultima fase dell'età del ferro germanica, la c.d. "Era di Vendel" (550–800), durante la quale la Scandinavia aveva beneficiato di continui contatti con l'Europa centrale dove, terminate le grandi migrazioni di popoli note come "Invasioni barbariche" che avevano originato i Regni romano-barbarici, si andavano consolidando i primi centri di potere dell'Alto medioevo: il regno merovingio ed i principati slavi. Gli Scandinavi esportavano in Europa ferro, pellicce e schiavi e ne acquisivano manufatti tecnologicamente avanzati (es. la staffa; spade; ecc.) e preziosi (fond. oro) per decorare foderi e produrre bratteati. L'adattamento di motivi dell'Europa occidentale a tipologie di oggetti di produzione indigena si combinò quindi con innovazioni tecnico-stilistiche ben prima che cominciassero le scorrerie vichinghe, sviluppando nel contesto scandinavo, culturalmente ancora caratterizzato da una società strutturata sul clan, un'arte "ibrida" cui i vichinghi contribuirono intensificando il contatto/scambio con l'arte barbarica dei regni europei e con la fase medievale dell'arte celtica ancora ben attestata in Scozia ed Irlanda (v.si seguito).

## Caratteri generali

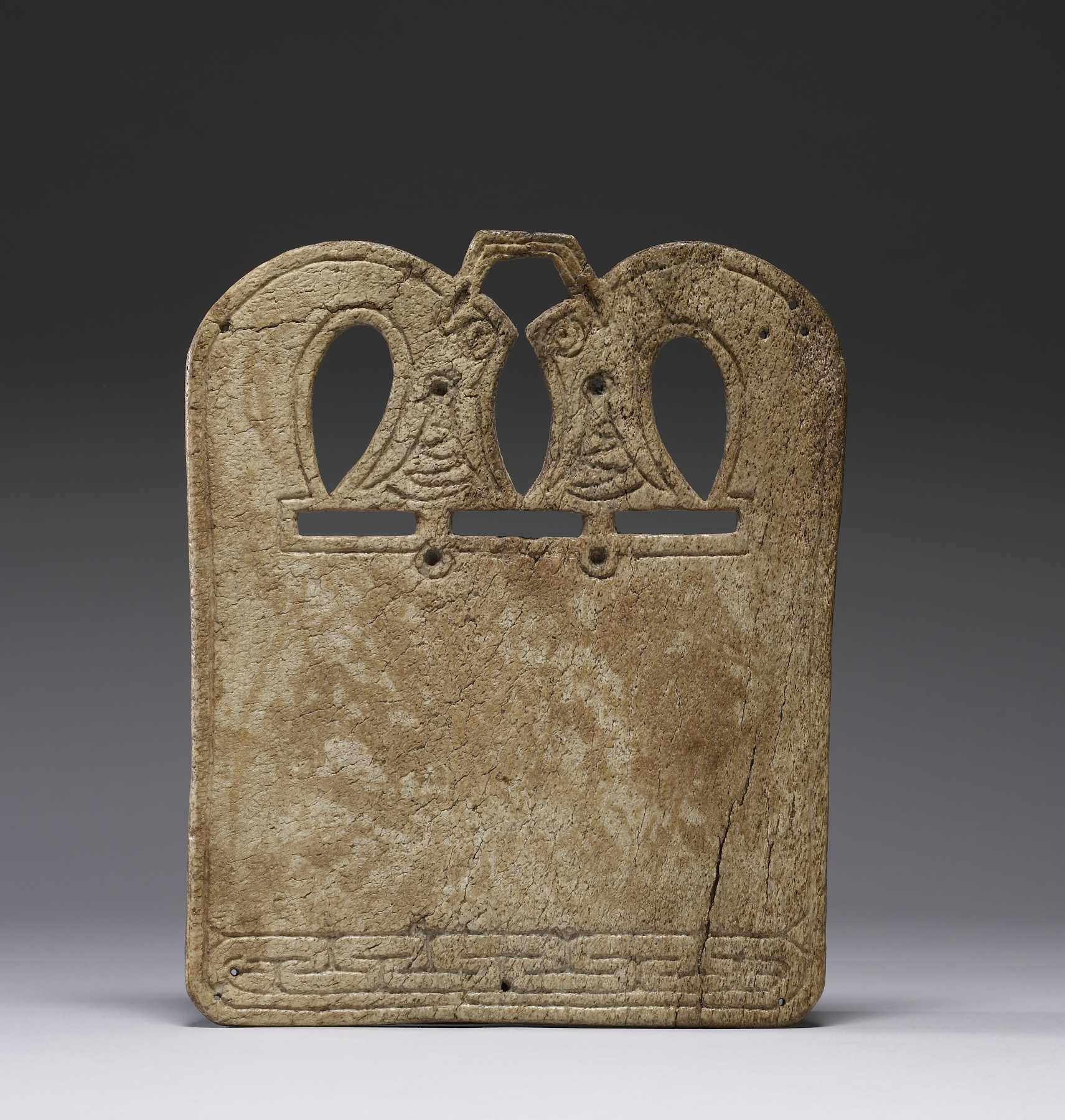
Fanone lavorato in una placca e decorato, VIII-fine IX secolo, 22×18,3×0,8 cm (8,7×7,2×0,3 pollici).

In epoca vichinga, artigiani e artisti erano indicati con la stessa parola, non. smidr (no. smed, lett. "fabbro"), occasionalmente arricchita da un riferimento al materiale lavorato: es. il falegname era un "artigiano del legno" (no. tresmed). Armaioli e maestri d'ascia godevano di uno status elevato nella società nordica ma non sappiamo quale fosse lo status del gioielliere o degli altri artigiani. L'oreficeria era un forte indicatore si ricchezza e prestigio, così oro e argento erano usati per gli oggetti più distintivi, sia in forma pura sia incorporati come decorazione in altri materiali. I metalli preziosi venivano importati dall'Europa, sia come gioielli sia come monete, e fusi. Nell'età del ferro romana e germanica furono introdotte grandi quantità di oro e parte di esso potrebbe essere stato riciclato in epoca vichinga. Gli oggetti provenienti da paesi stranieri erano solitamente realizzati in oro o argento, gli ornamenti erano prodotti di lusso, i più facili da trasportare. I gioielli erano anche realizzati con metalli meno pregiati, in particolare il bronzo poi dorato o argentato per nobilitarlo. Durante il X secolo, in Danimarca furono stabiliti siti di produzione di oggetti particolarmente esclusivi ma, prima di allora, i manufatti più preziosi erano stati prodotti all'estero e l'artigianato locale s'era limitato a pezzi di materiale e tecnica più economi e semplici.
Artisti e artigiani vichinghi restarono generalmente anonimi, gli unici che potevano firmare le loro opere erano i c.d. "maestri runici". Le tendenze nelle arti e nei mestieri furono trasmesse da artigiani itineranti, sia norreni sia "europei", oltre che da mercanti, missionari e guerrieri di ritorno da razzie ed esplorazioni.
Nella maggior parte dei casi, gli schemi artistici vichinghi erano di natura non figurativa e il loro significato è quindi di difficile interpretazione. Preben Meulengracht Sørensen ha suggerito che potrebbero non aver avuto alcun significato oltre all'ornamentazione. Le raffigurazioni di scene di caccia, come quelle relative ad una narrazione, cristallizzano un momento in cui spetta all'immaginazione dello spettatore definire cosa succederà: es. un predatore è raffigurato mentre sta per scagliarsi contro la preda. I motivi vegetali fiorirono nella prima metà dell'età vichinga ma scomparvero intorno all'anno 1000.
L'arte vichinga è caratterizzata da forti contrasti, colore e movimento armonioso. Lo stile era appariscente ma i migliori artisti eseguivano i sotto-elementi con la stessa cura dell'insieme, così che la qualità dell'ornato può essere valutata solo da distanza ravvicinata. Nel complesso, è presente un continuum per immaginario, stile e motivi attraverso tutto il periodo. Alexandra Persch suggerisce quindi che potrebbero essere stati degli specialisti a produrre le immagini. L'immaginario era diverso da quello prevalente nei tempi moderni, poiché gli eventi che altrimenti erano cronologicamente separati in una narrazione venivano spesso riprodotti in modo che apparissero simultaneamente nel campo dell'immagine, in modo che le singole scene della narrazione fossero messe insieme in modo che funzionassero come un tutto. La maggior parte delle decorazioni sono state trovate su utensili e un motivo comune a tutta la produzione vichinga è la presenza di figure animali stilizzate, spesso disegnate con motivi intricati.
La decorazione zoomorfa nell'arte europea, codificata come Stile animalistico, ebbe nell'arte norrena una delle sue manifestazioni più particolari perché in essa l'ornamento animale è realizzato come parte integrante dell'oggetto. La produzione degli artisti scandinavi si concentrò ampiamente sulle varietà di animali contorti ornamento utilizzato per decorare un'ampia varietà di oggetti. Una tradizione artistica continua e comune alla maggior parte dell'Europa nord-occidentale, sviluppatasi a partire dal IV secolo, funse da base allo sviluppo dell'arte proto-vichinga e poi vichinga. L'archeologo svedese Bernhard Salin fu il primo a sistematizzare l'ornamento animale germanico, dividendolo in tre stili: I, II e III. Gli ultimi due furono successivamente suddivisi da Arwidsson in tre ulteriori stili: lo stile III C, presente nel VII e VIII secolo, poi sostituito, soprattutto nella Scandinavia meridionale, dallo stile III D. Gli stili C e D fornirono l'ispirazione per l'espressione iniziale dello stile animalistico proto-vichingo, lo stile III E o stile Oseberg/Broa (v.si seguito), caratterizzato da un certo numero di innovazioni nell'ultima generazione dell'VIII secolo sul precedente modello indigeno (stile III D).

## Per materiale

### Legno e materiali organici

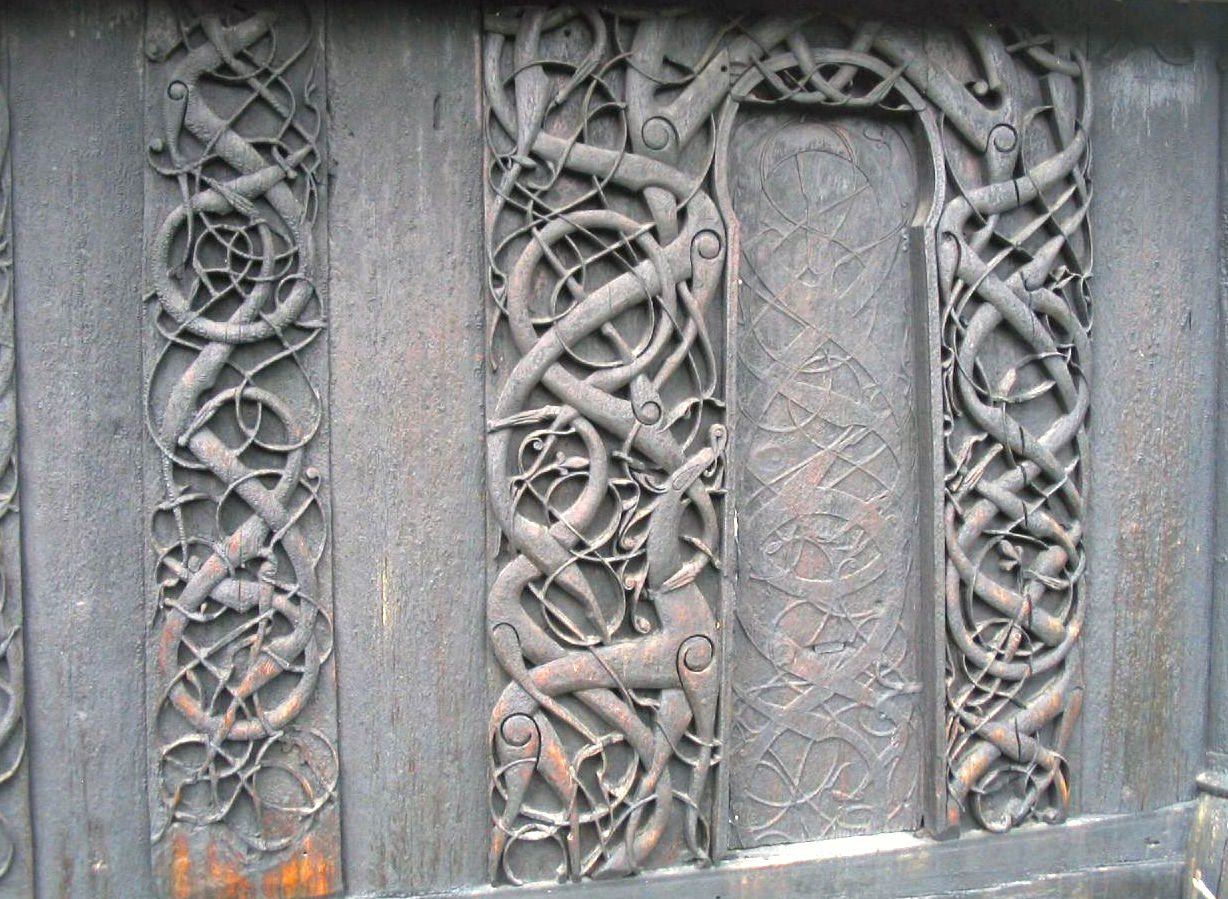
I portali lignei decorati della chiesa di Urnes (Norvegia), un raro esempio di manufatto ligneo vichingo pervenuto sino ai giorni nostri.

Il legno era senza dubbio il materiale principale scelto dagli artisti vichinghi, essendo relativamente facile da intagliare, poco costoso e abbondante nel nord Europa. L'importanza del legno come mezzo artistico presso i vichinghi ci è sottolineata dalla sopravvivenza di due eccezionali reperti l'uno del periodo vichingo iniziale e l'altro del periodo finale: la Nave di Oseberg ed il suo ricco corredo funebre (inizio IX secolo) e le decorazioni scolpite della Chiesa di Urnes (XII secolo). Come riassunto da James Graham-Campbell: «Queste straordinarie sopravvivenze ci permettono di formare almeno un'impressione di ciò che ci manca del corpus originale dell'arte vichinga, sebbene frammenti di legno e incisioni su piccola scala in altri materiali (come corno, ambra, e avorio di tricheco) forniscono ulteriori spunti. Lo stesso è inevitabilmente vero per le arti tessili, sebbene la tessitura e il ricamo fossero mestieri chiaramente ben sviluppati.»

### Pietra
Con l'eccezione delle pietre del Gotland (Svezia) databili già al principio del periodo vichingo, la scultura su pietra non fu apparentemente praticata altrove in Scandinavia fino alla metà del X secolo, quando furono realizzati i monumenti reali a Jelling (Danimarca). Solo successivamente e forse sotto l'influenza del nascente cristianesimo scandinavo, l'uso della pietra scolpita per realizzare monumenti permanenti divenne più massivo.

### Metallo

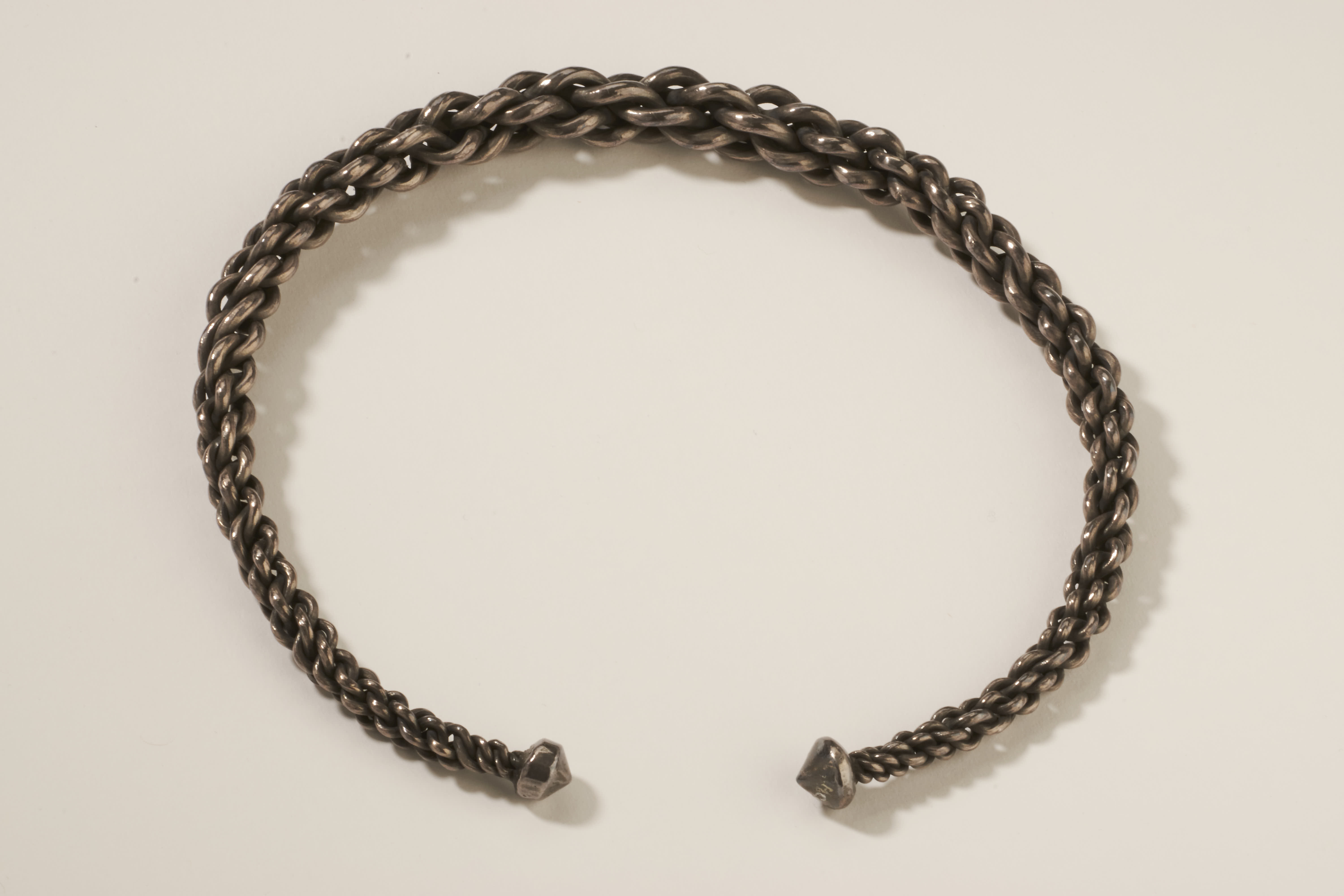
Anello da collo vichingo, ottenuto intrecciando due corde d'argento (Museo di Hunt).

Al di là delle registrazioni discontinue di manufatti di legno e pietra, la storia dell'arte vichinga si basa principalmente sullo studio della decorazione di oggetti metallici ornamentali da una grande varietà di fonti. Diversi contesti archeologici hanno preservato oggetti metallici d'età vichinga per gli studiosi, mentre la durabilità stessa dei metalli preziosi ha conservato sino ai nostri giorni molti prodotti di oreficeria.
I gioielli erano indossati da uomini e donne, anche se di diverso tipo. Oggetti in metallo decorato di natura quotidiana sono spesso recuperati dalle tombe del periodo vichingo, a causa della pratica diffusa di eseguire sepolture accompagnate da corredi funerari. Il defunto era vestito con i loro migliori vestiti e gioielli e fu sepolto con armi, strumenti e articoli per la casa. Meno comuni, ma nondimeno significativi, sono i ritrovamenti di oggetti in metallo prezioso sotto forma di tesori, molti apparentemente nascosti per essere custoditi dai proprietari in seguito non in grado di recuperarne il contenuto, sebbene alcuni possano essere stati depositati come offerte agli dei.
Nei tempi recenti, l'accresciuta popolarità (e sdoganata legalità) dell'uso del cercametalli quale pratica hobbistica, ha aumentato in modo significativo i ritrovamenti casuali di oggetti e ornamenti metallici vichinghi, molto probabilmente dovuti a perdite accidentali, creando un corpus in rapida espansione di nuovo materiale di studio.
Le monete vichinghe si adattano bene a quest'ultima categoria ma costituiscono comunque una categoria separata di manufatti del periodo vichingo, essendo il loro design e la loro decorazione in gran parte indipendenti dagli stili in via di sviluppo caratteristici del più ampio sforzo artistico vichingo.

### Altre fonti
Una fonte non visiva di informazioni per l'arte vichinga risiede nei versi scaldici, la complessa forma di poesia orale composta durante l'era vichinga e tramandata fino a quando non è stata scritta secoli dopo. Diversi versi parlano di forme di decorazione dipinte che sono sopravvissute ma raramente su legno e pietra. Il poeta scaldo del IX secolo Bragi Boddason, ad esempio, cita quattro scene apparentemente non correlate dipinte su uno scudo. Una di queste scene raffigurava la spedizione di pesca del dio Thor, motivo a cui si fa riferimento anche in una poesia del X secolo di Úlfr Uggason che descrive i dipinti in una sala di nuova costruzione in Islanda.

## Storia e Stili
Sebbene le formulazioni preliminari siano state fatte alla fine del XIX secolo, la storia dell'arte vichinga raggiunse la maturità nel 1920, con la pubblicazione dettagliata delle sculture in legno decorate scoperte nel 1904 come parte della sepoltura della nave di Oserberg dall'archeologo norvegese Haakon Shetelig (v.si seguito). Successivamente, l'archeologo inglese David M. Wilson ed il danese Ole Klindt-Jensen, con il loro Viking Art del 1966 (integrato nel 1980), dettarono la caratterizzazione sistematica del campo ancora oggi impiegata, insieme a un quadro cronologico sviluppato. Wilson produsse studi per lo più in lingua inglese sull'arte vichinga negli anni successivi, affiancato negli ultimi decenni dalla storica dell'arte norvegese Signe Horn Fuglesang con la sua serie d'importanti pubblicazioni. 

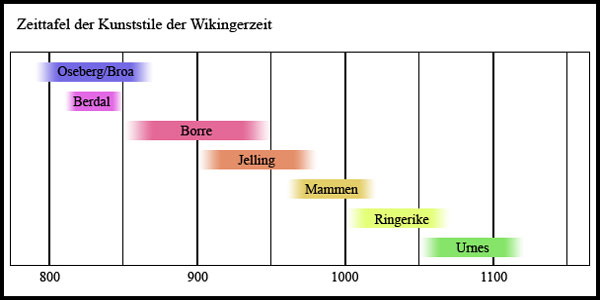
Cronologia degli stili dell'arte norrena.

L'arte vichinga è organizzata in un susseguirsi lasco di fasi stilistiche che, nonostante le significative sovrapposizioni stilistiche e cronologiche, possono essere definite e distinte sia per elementi di design formale che per composizioni e motivi ricorrenti, a loro volta smistate tra i tre periodi archeologici che partizionano l'epoca vichinga:
- Periodo proto-vichingo (750/775-875): Stile Oseberg/Broa
- Periodo medio-vichingo (ca. 875-975): Stile Borre e Stile Jelling
- Periodo tardo-vichingo (975-1100/1125): Stile Mammen, Stile Ringerike e Stile Urnes

Non sorprende che gli stili abbiano la loro espressione più pura in Scandinavia. Altrove, nel mondo vichingo, compaiono frequentemente notevoli mescolanze con la produzione artistica indigena, non-norrena. Nelle isole britanniche, ad esempio, gli storici dell'arte identificano motivi scandinavi all'interno della locale produzione artistica alto-medievale, la c.d. arte insulare, accanto a reperti appartenenti alla "pura" arte vichinga.

### Periodo proto-vichingo (750/775-875)
Le prime scorrerie vichinghe seguirono probabilmente le principali rotte commerciali. Nella prima metà del IX secolo le incursioni erano condotte da un numero ridotto di imbarcazioni, con azioni di disturbo. La prima, diretta contro il monastero di Lindisfarne (Northumbria), data al 793 e fu seguita, l'anno successivo, da un'altra ai danni sempre di un monastero, probabilmente Jarrow o Wearmouth. L'Inghilterra fu poi trascurata fino agli anni 830. Le aggressioni ai monasteri irlandesi cominciarono nel 795 e ne sono ricordate altre otto o dieci prima che gli Scandinavi svernassero per la prima volta nella Verde Isola (840) e che vi costruissero il loro primo insediamento (841). Le incursioni sul territorio dell'impero carolingio, documentate a partire dal 799, si concentrarono sulla costa della Frisia e sembra avessero come principale obiettivo le città mercantili di Dorestad e Quentovic. In quegli anni, l'insediamento vichingo in Russia, legato all'intraprendenza degli Svedesi e finalizzato principalmente al commercio, aveva già originato una cultura mista scandinavo-slava a Staraja Ladoga, situata nel punto di accesso ai corsi d'acqua russi provenendo dal Baltico.

#### Stile Oseberg
Lo stile Oseberg caratterizza la fase iniziale di quella che è stata considerata l'arte vichinga. Prende il nome dalla tomba della Nave di Oseberg, una longship ben conservata e altamente decorata scoperta in un grande tumulo funerario presso la fattoria Oseberg vicino a Tønsberg, Vestfold (Norvegia), che conteneva anche una serie di altri oggetti in legno riccamente decorati. Caratterizzato da rimandi alla produzione artistica di Vendel, non è accettato come stile propriamente vichingo da certuni ed è quindi spesso indicato come "stile proto-vichingo".
Un motivo caratteristico dello stile Oseberg è il c.d. "animale a zampe prensili" (de. Greiftier) o "animale prensile". Questo motivo è ciò che distingue chiaramente la prima arte vichinga dagli stili che l'hanno preceduta. L'animale, «derivato probabilmente dall'animale, simile allo scoiattolo, che abitava le volute anglosassoni del secolo VIII, esso presenta sempre una faccia frontale e il suo corpo è reso come un'entità solida, in contrasto con la maniera aperta dello stile animalistico III E, con cui sono rappresentati gli altri animali» e le sue zampe afferrano i bordi intorno ad essa, le bestie vicine o parti del suo stesso corpo. Non vi è traccia di uno sviluppo vichingo che possa spiegare il motivo dell'animale prensile come un'innovazione indigena e, come già detto, l'Inghilterra dell'VIII secolo è l'unica area che può fornire buoni paralleli per il motivo di per sé e per la sua resa, con l'animale simile a uno scoiattolo scolpito sulle croci litiche classicheggianti anglosassoni del tempo e con gli spiritosi animali somiglianti a gatti dipinti in uno dei pochi manoscritti rimasti, databile intorno all'800 oggi conservato alla British Library di Londra (catalog. Cott. Tib. C.II, c. 5v). La seconda metà dell'VIII secolo fu quindi il principale periodo di innovazione nell'arte proto-vichinga.
Attualmente conservata nel Museo delle navi vichinghe di Oslo, la Nave di Oseberg è lunga oltre 70 piedi. Conteneva i resti di due donne e molti oggetti preziosi che furono probabilmente rimossi dai ladri prima che fosse trovata. La datazione tramite dendrocronologia colloca il sito funerario alla prima metà del IX secolo: il legname utilizzato per la nave fu tagliato nel 820 e quello per la camera funeraria nel 834. La chiglia dell'imbarcazione è coperta da decorazioni zoomorfe stile III E. Tuttavia, nella nave sono stati trovati cinque montanti con protomi animali (probabilmente terminali per mobili) tra cui la c.d. "palo con testa d'animale carolingio" è decorato con il motivo dell'animale prensile tanto quanto altri corredi funerari della nave: il manufatto in questione raffigura un muso ringhiante, forse di lupo, con ornamenti di animali intrecciati che s'attorcigliano e girano, afferrandosi e spezzandosi.

Stile Oseberg
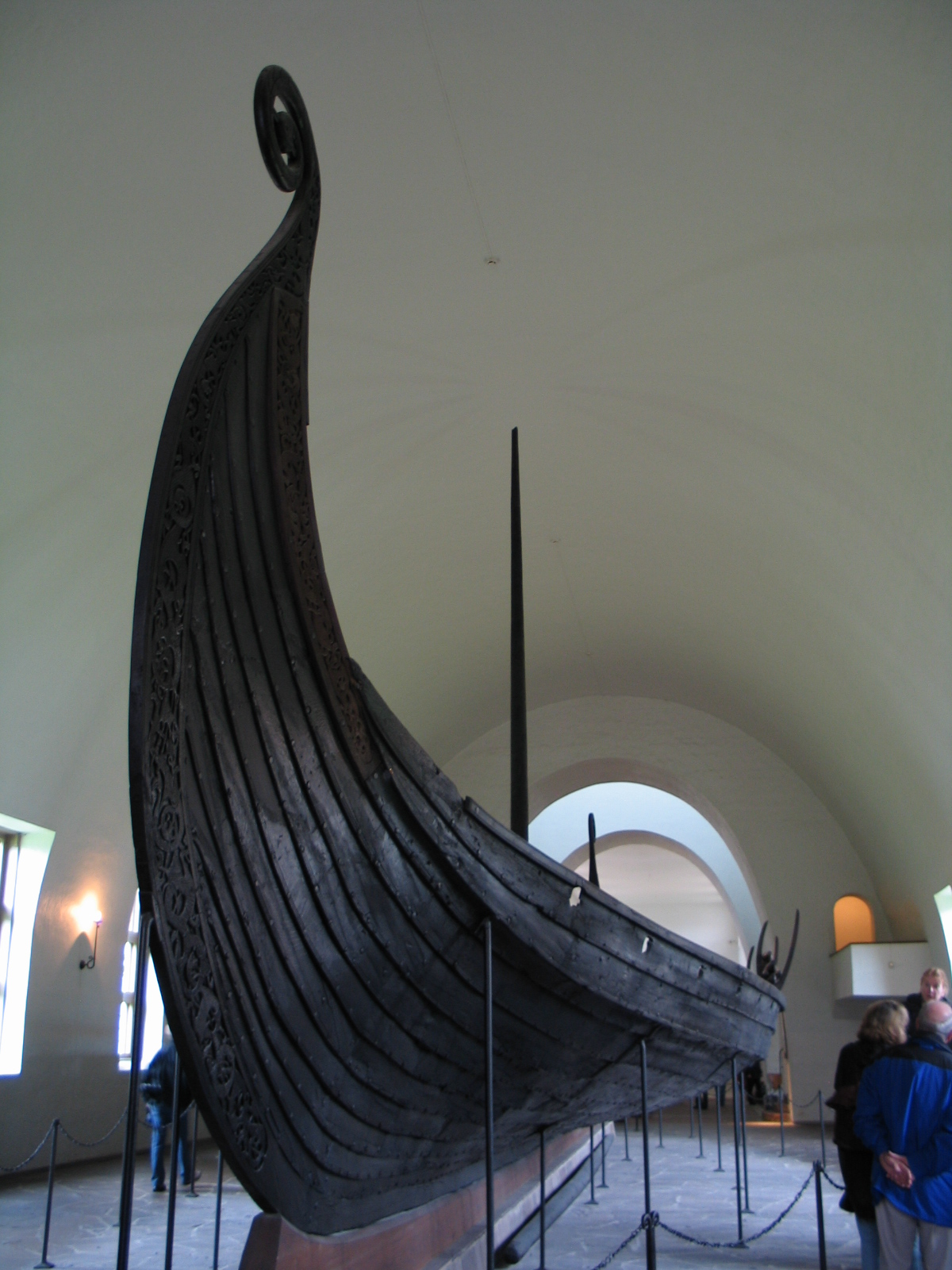
Nave di Oseberg (PARTICOLARE) - prua della nave.
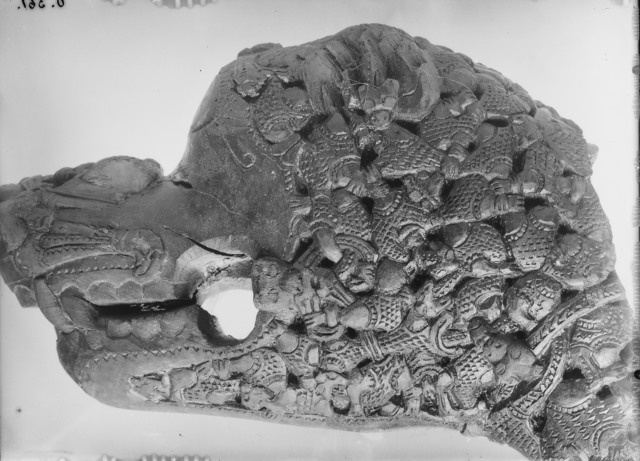
Protome zoomorfa carolingia (PARTICOLARE) - ben evidente il motivo a "bestia avvincente" su tutta la superficie.
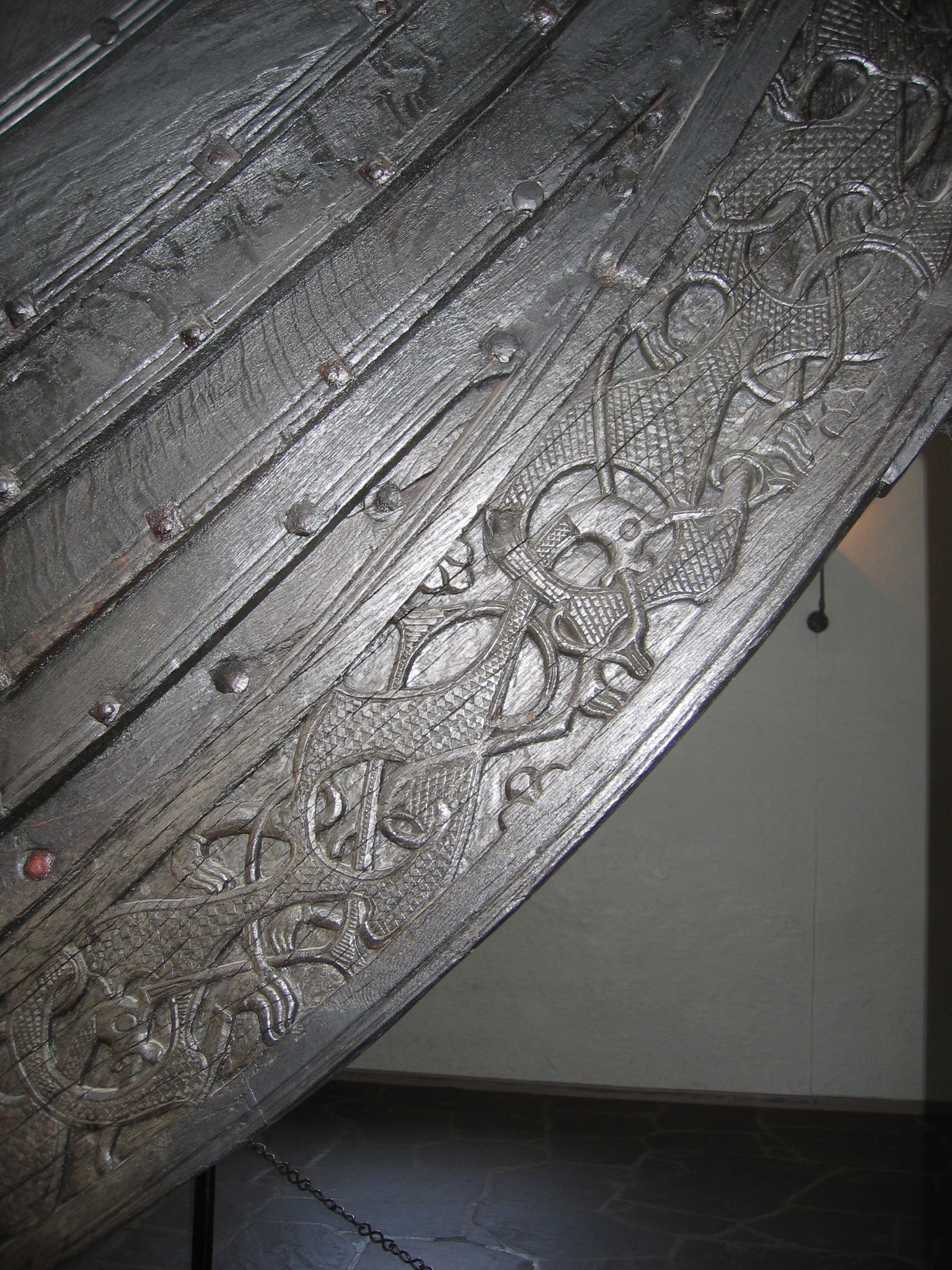
Nave di Oseberg (PARTICOLARE) - dettaglio della decorazione della chiglia
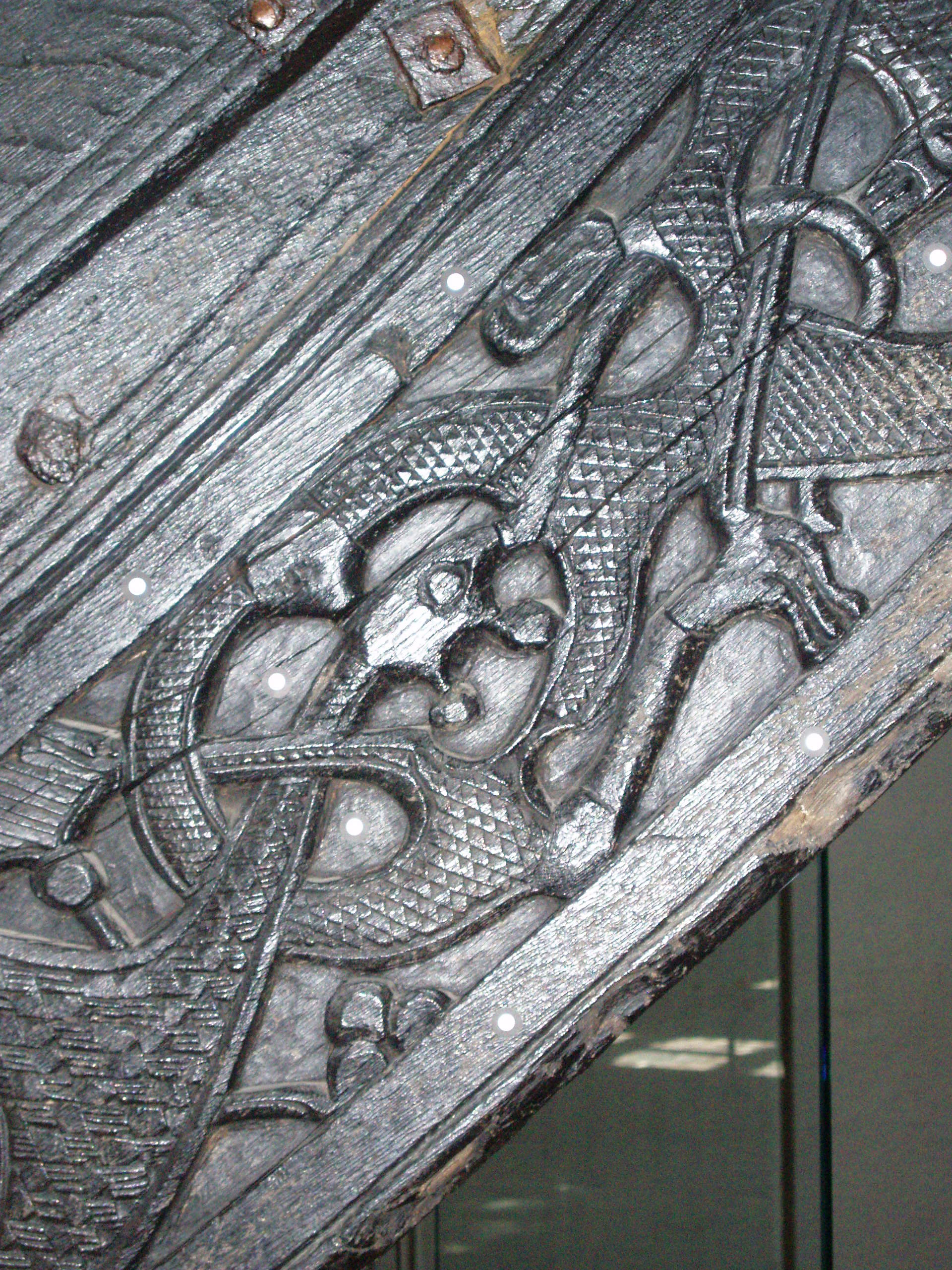
Nave di Oseberg (PARTICOLARE) - dettaglio della decorazione della chiglia - focus per la decorazione zoomorfa in stile III E

#### Stile Broa
Lo stile Broa, dal nome di una briglia trovata in una sepoltura del 775-800 a Broa, parrocchia di Halla (Gotland), oggi al Museo nazionale di Stoccolma, è talvolta incluso nello stile di Oseberg e talvolta considerato come autonomo. Il manufatto, opera sicuramente di un maestro artigiano, è particolarmente rilevante perché esemplifica l'uso di vari tipi zoomorfi scandivani, sia quelli indigeni sia quelli innovativi testimoniatoci dalla nave di Oseberg.

Stile Broa
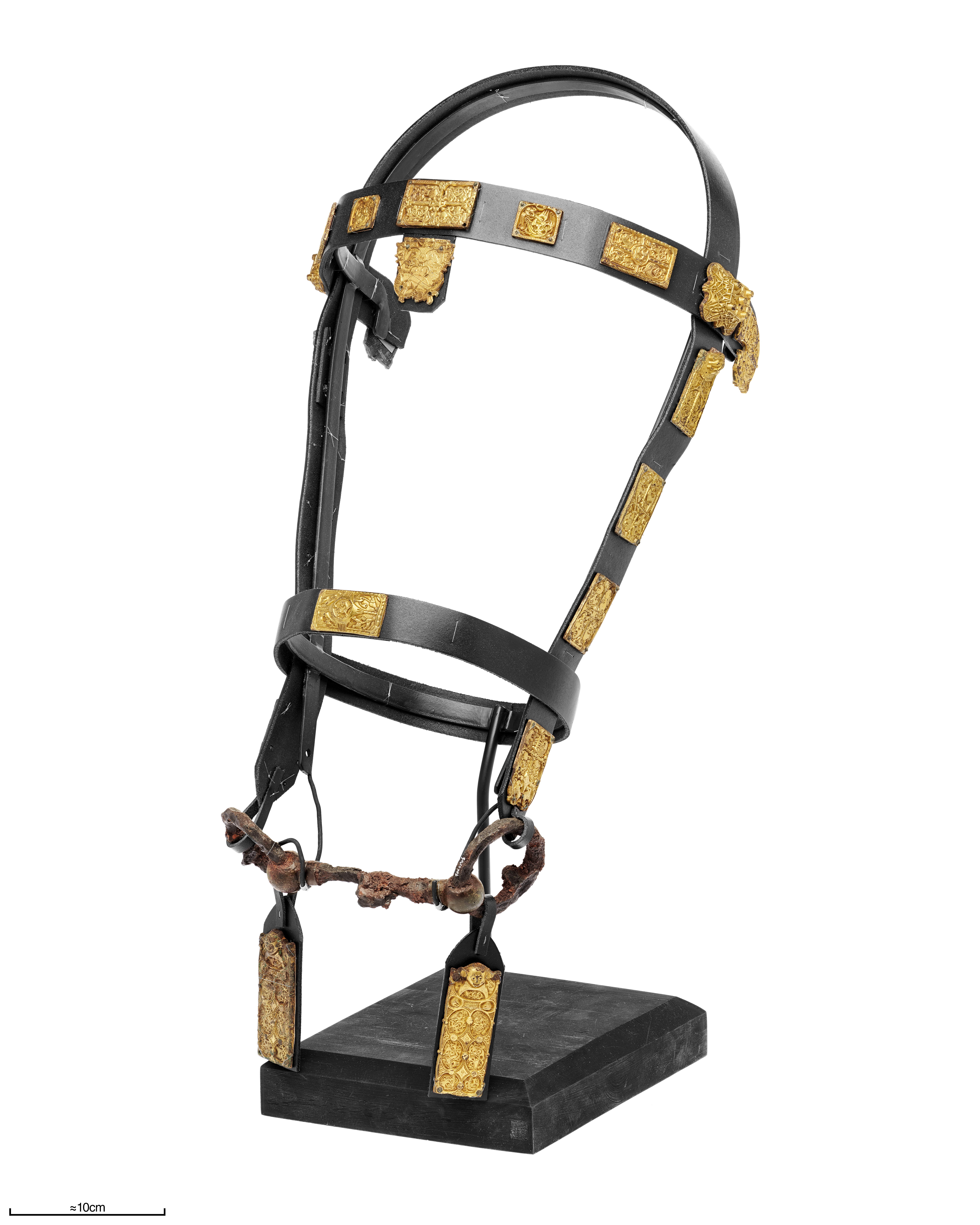
La briglia di Broa
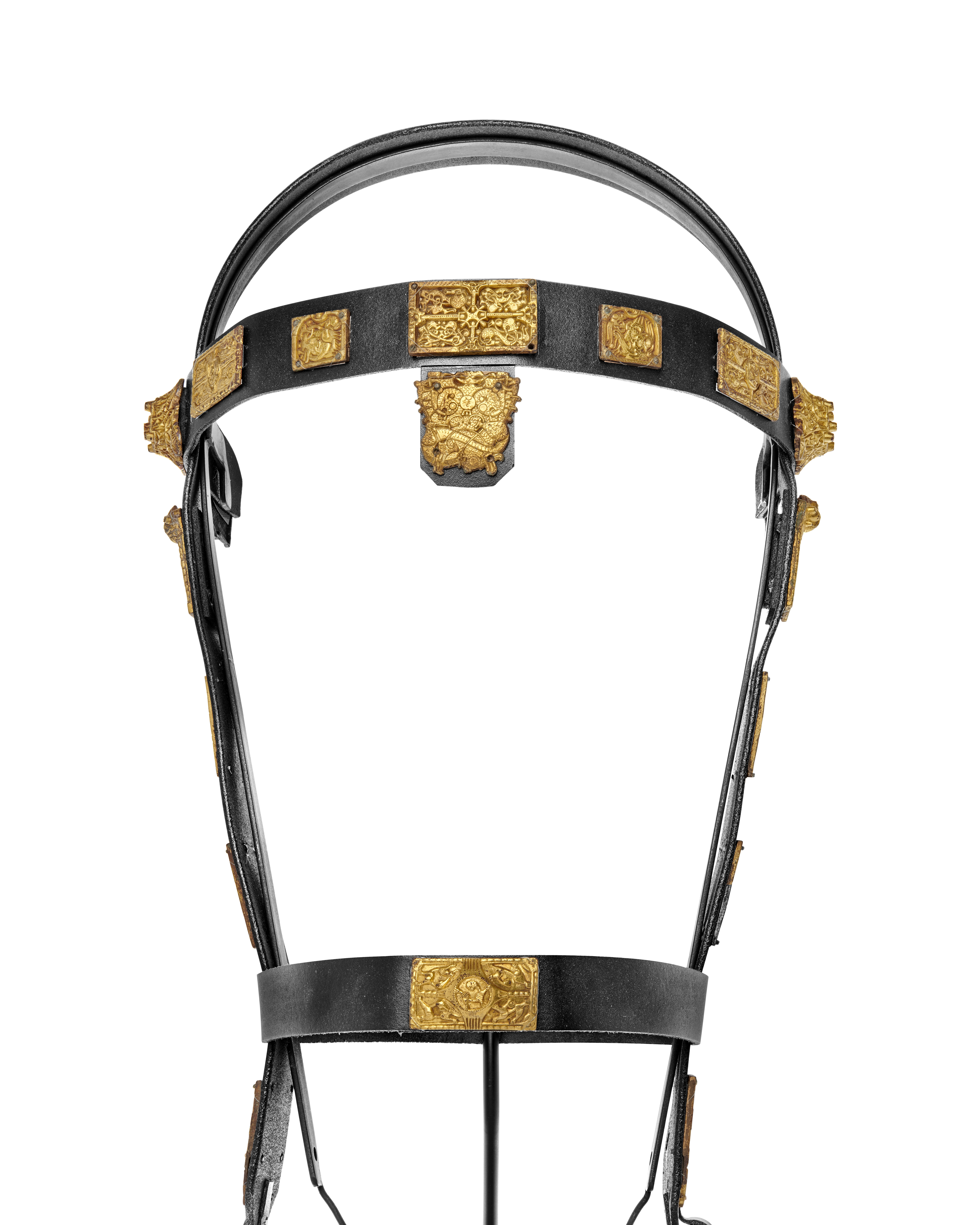
La briglia di Broa (fronte)
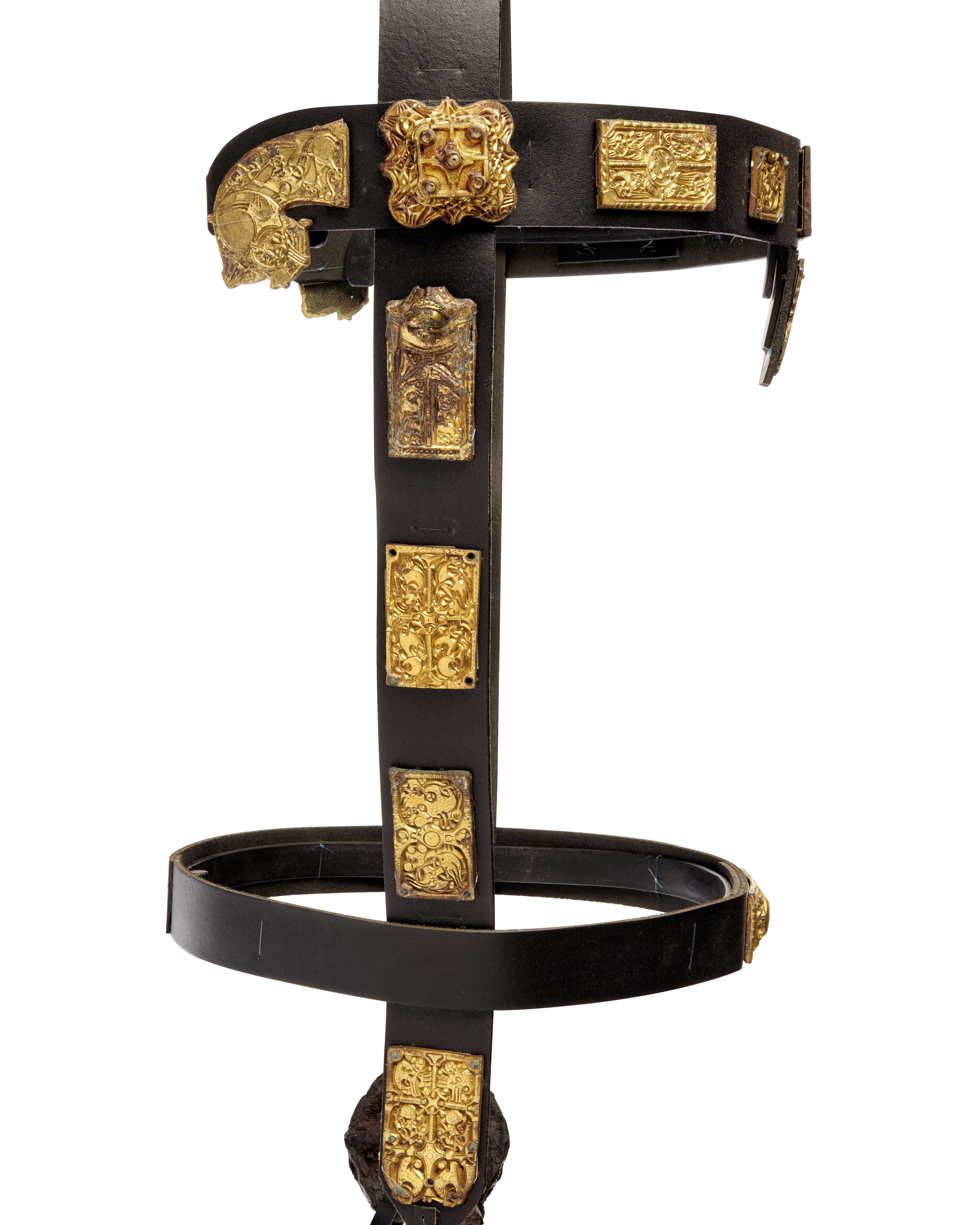
La briglia di Broa (dx)
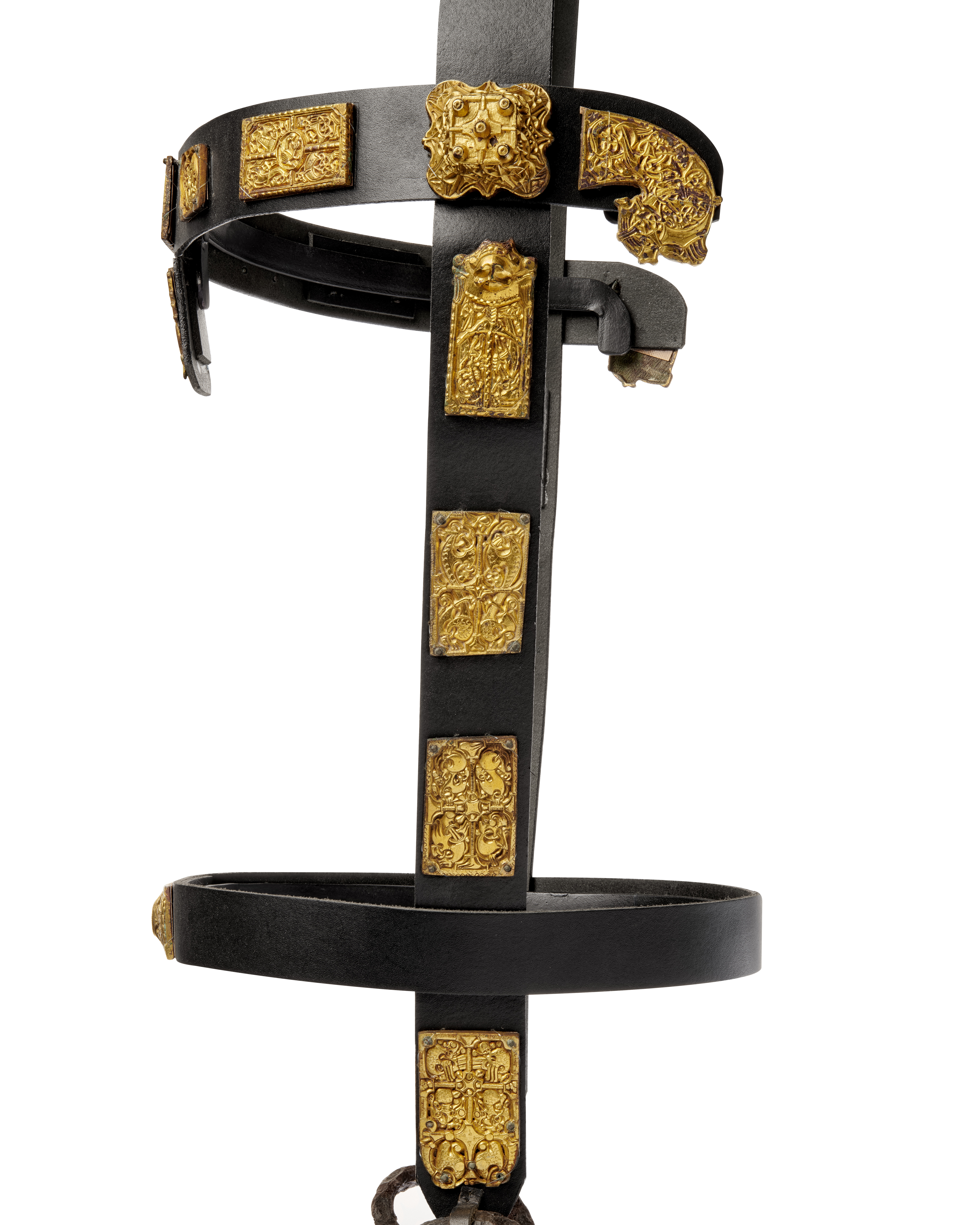
La briglia di Broa (sx)
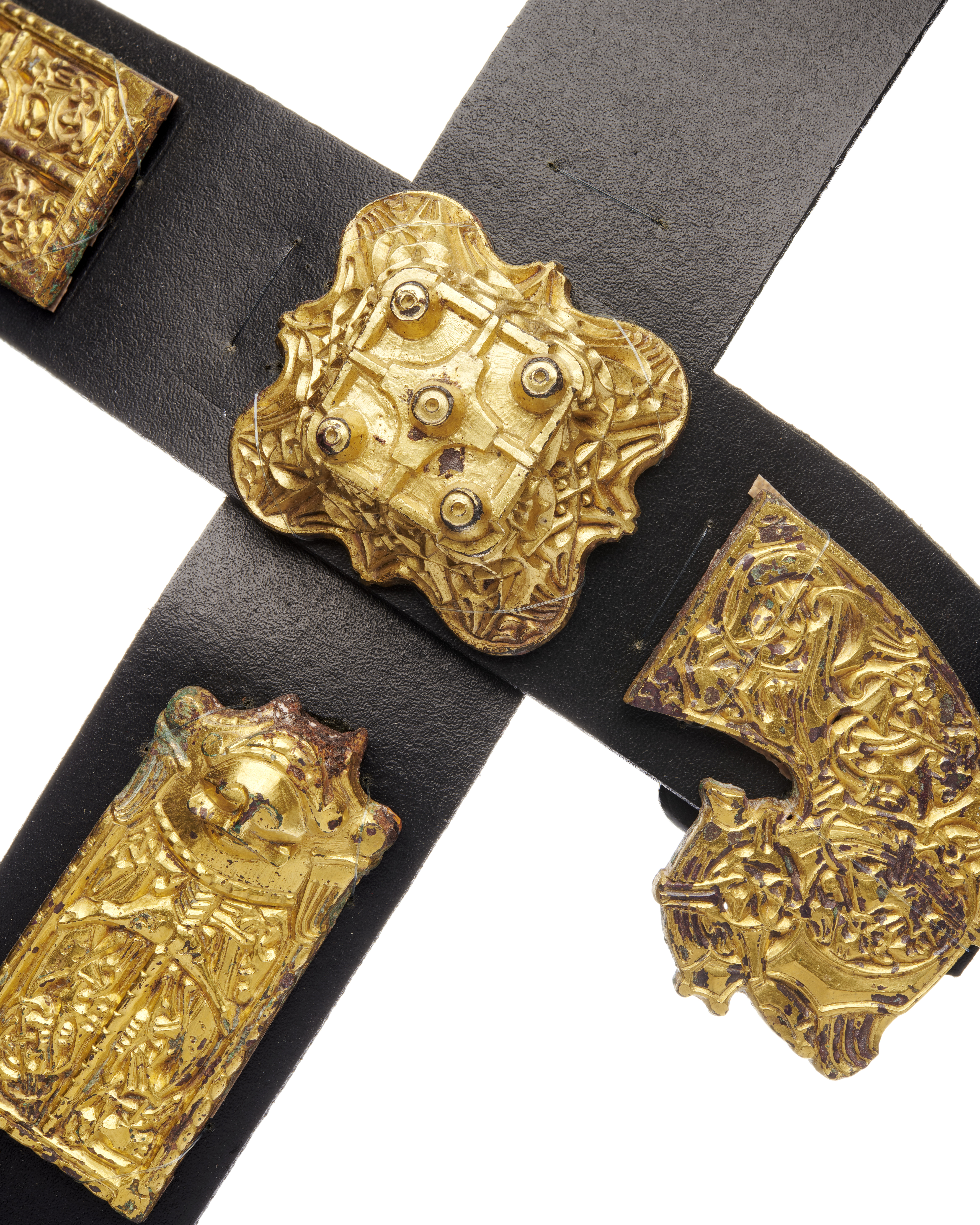
La briglia di Broa (PARTICOLARE)
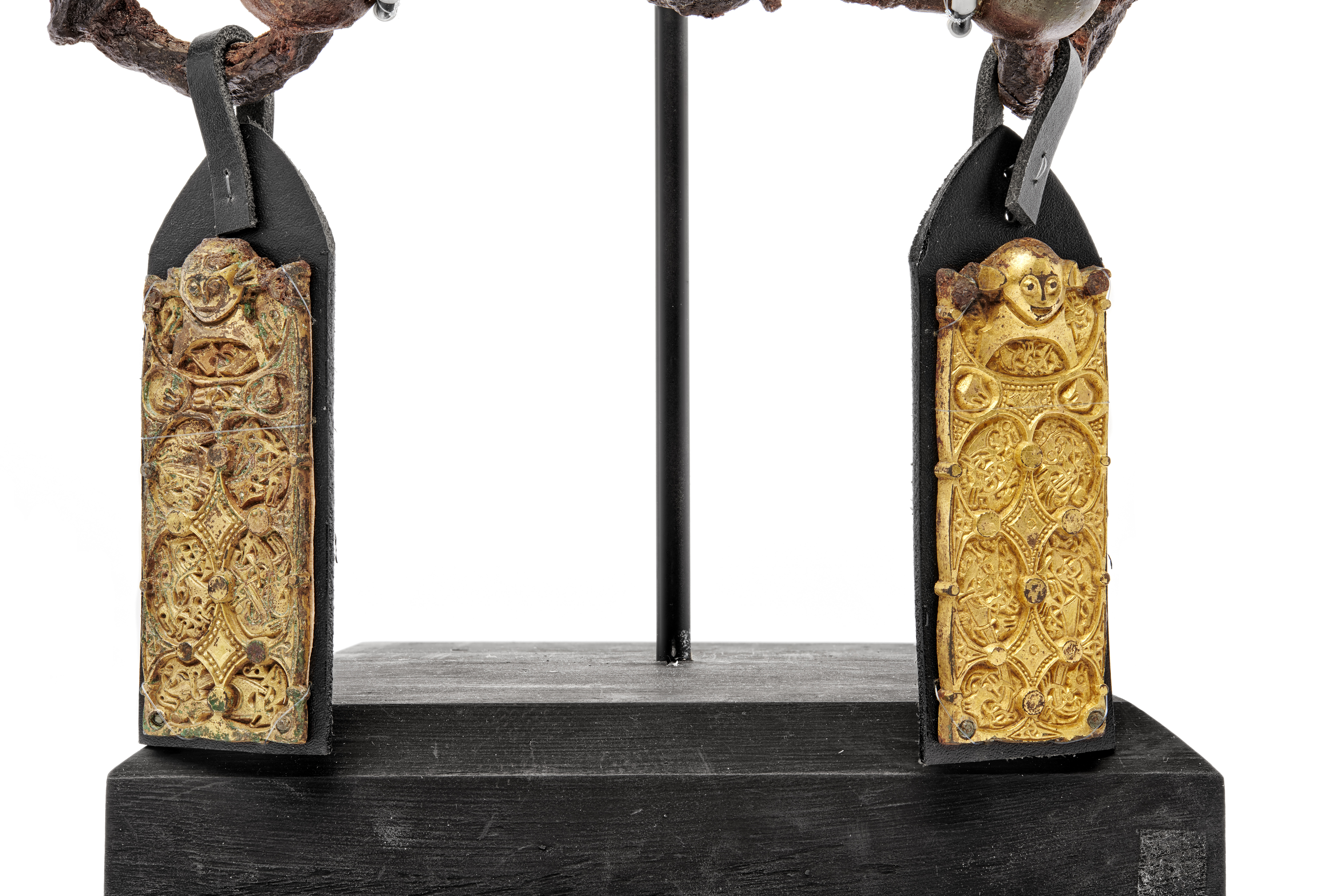
La briglia di Broa (PARTICOLARE)

### Periodo medio-vichingo (ca. 875-975)
Nel periodo medio-vichingo, a partire dalla metà del IX secolo, le scorrerie cambiarono caratteristiche. I vichinghi cominciarono a svernare in Irlanda e nel territorio franco (Anni 840) e in Inghilterra (Anni 850). Flotte meglio organizzate di navi, con contingenti armati guidati dai loro capi, risalivano i fiumi saccheggiando le campagne ed estorcendo a città e monasteri considerevoli quote di riscatto, mentre risalgono soprattutto alla seconda metà del IX secolo le caratteristiche devastazioni norrene su larga scala e i primi insediamenti in Europa occidentale. S'intensificò la presenza svedese in Russia, tramite grandi insediamenti fluviali come Novgorod e Kiev.

#### Stile Borre

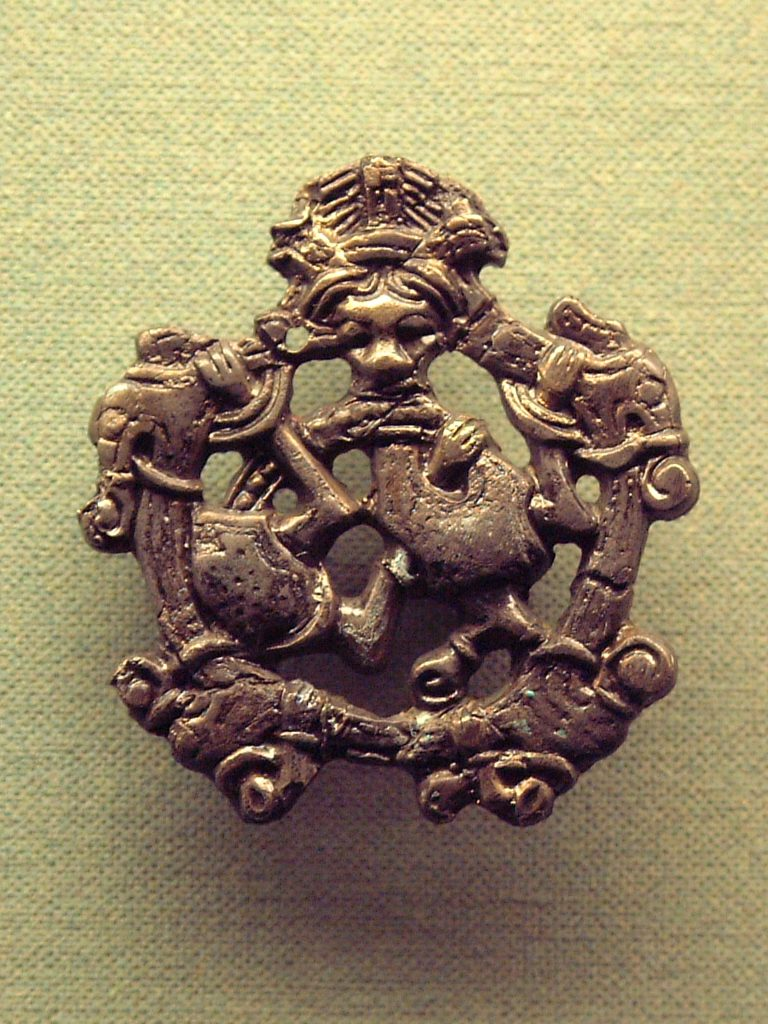
Pendente in bronzo di Hedeby (Haithabu)

Lo stile Borre prevalse in Scandinavia dalla fine del IX secolo fino alla fine del X secolo, un lasso di tempo supportato da dati dendrocronologici forniti da siti con manufatti tipicamente in stile Borre. Prende il nome da una serie di finimenti scoperti per caso negli anni 1850, in seguito al livellamento di uno dei grandi tumuli di Borre a Vestfold (Norvegia), nel fiordo di Oslo.
Lo stile di Borre registrò per primo innovazioni artistiche risultanti dai saccheggi e dai commerci dei Vichinghi. Un impressionante numero di copie e di adattamenti da opere in metallo provenienti dal continente venne prodotto nei decenni intorno al 900. Gli artigiani vichinghi crearono un nuovo stile trasformando in maniera innovativa l'intreccio a nastro, probabilmente di origine tardo-carolingia, nei geometrizzati intrecci a nodi, catene a cerchi e nodi a brezel. L'animale prensile venne ridotto a una forma geometrica ma mantenne le sue principali caratteristiche, mentre i nuovi animali seminaturalistici tipici dello stile riflettono probabilmente modelli europei. I medesimi artigiani copiarono opere in metallo occidentali decorate con motivi vegetali: particolarmente interessanti sono le fibule trilobate con foglie d'acanto e tralci di vite. Nel regno franco queste guarniture erano adoperate per fissare il cuoio dei baltei ma in Scandinavia, ove furono presumibilmente portate dai guerrieri rientrati in patria dopo aver combattuto nel continente, divennero fibbie di gusto femminili. Le copie derivate da modelli anglosassoni non sono altrettanto numerose ma fedeli e di buona fattura mentre spicca la mancanza d'imitazioni delle numerose guarniture irlandesi e della Northumbria rinvenute nelle tombe della costa occidentale norvegese ma, in quanto decorate in stile animalistico II, probabilmente ritenute sorpassate.
La spinta visiva dello stile Borre deriva dal riempimento dello spazio disponibile: le trecce di animali a nastro sono strettamente intrecciate e i corpi di animali sono disposti per creare composizioni strette e chiuse. Di conseguenza, qualsiasi sfondo è marcatamente assente, una caratteristica dello stile Borre che contrasta fortemente con le composizioni più aperte e fluide dello stile Jelling che gli si sovrappose (v.si seguito). Una caratteristica diagnostica più particolare dello stile Borre risiede in una "catena ad anello" simmetrica a doppio profilo (o "treccia ad anello"), la cui composizione consiste in cerchi intrecciati separati da barre trasversali e una sovrapposizione di losanghe. La catena ad anello Borre termina occasionalmente con una testa di animale in altorilievo, come si vede sugli accessori del cinturino di Borre e Gokstad. Le creste dei disegni nella lavorazione dei metalli sono spesso intaccate per imitare il filo di filigrana impiegato nei migliori pezzi di artigianato.
Quello di Borre fu anche il primo stile norreno usato negli insediamenti vichinghi al di fuori della Scandinavia ma si deve sottolineare che l'influenza dell'ornamentazione del periodo medio-vichingo fu limitata all'Inghilterra settentrionale, all'isola di Man, alle isole occidentali dell'Atlantico e alla Russia, vistosamente assente in Normandia e in altre parti del regno franco e raro in Irlanda.

#### Stile Jelling
Le decorazioni zoomorfe stile Jelling, parzialmente usato in contemporanea allo stile Borre, sembra siano entrate in uso poco dopo il 900, create probabilmente nell'ambiente anglo-scandinavo dell'Inghilterra settentrionale, oppure danese con stretti legami con l'Inghilterra. I due stili erano normalmente mischiati, cosicché ai motivi Borre veniva data una forma più aperta e meno geometrica, mentre gli animali Jelling potevano essere disegnati con un nodo a brezel tipo Borre. Entrambi gli stili ricorrono mescolati nelle fibbie e nei pendenti in filigrana d'argento prodotti in serie. Lo stile Jelling è caratterizzato da corpi di animali marcatamente stilizzati e spesso a forma di fascia. Prende il nome da un complesso di oggetti rinvenuti a Jelling (Danimarca), come la grande pietra runica di Aroldo I, ma più recentemente lo stile è incluso nello stile Mammen.

Stile Jelling
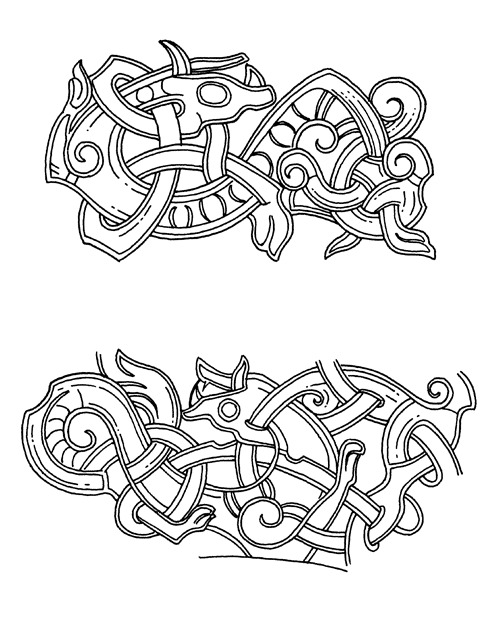
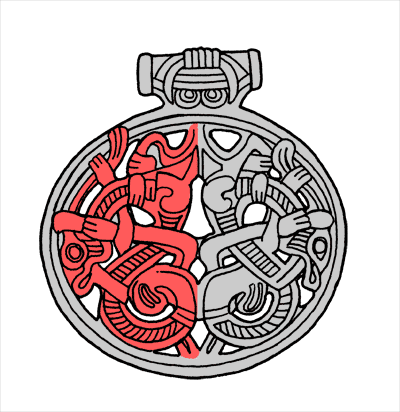
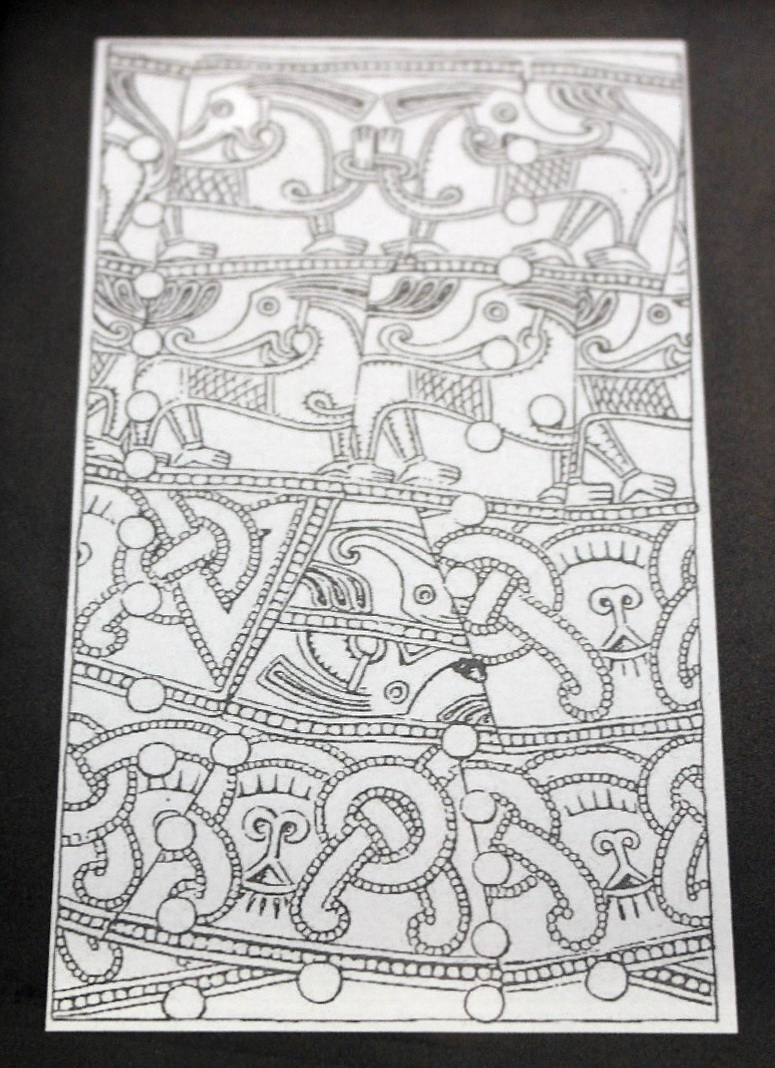

### Periodo tardo-vichingo (975-1100/1125)
Entro la metà del X secolo, i paesi dell'Europa occidentale riuscirono ad arginare gli attacchi vichinghi che ripresero però nel 980, diretti quasi esclusivamente contro l'Inghilterra e condotti tramite grandi flotte sotto il comando di re scandinavi o di capi che rivendicavano il titolo regio. Sweyn I di Danimarca conquistò l'isola nel 1013 e re degli Inglesi fu anche suo figlio Canuto il Grande, creatore d'un effimero impero scandinavo, preparando il terreno per le rivendicazioni che nel 1066 condussero alle battaglie di Stamford Bridge e di Hastings e alla conquista normanna dell'Inghilterra.
La creazione di un'ornamentazione originale nel periodo tardo-vichingo sembra essere intimamente connessa con la conversione al Cristianesimo e con la fondazione della Chiesa scandinava.

#### Stile Mammen
Con lo stile Mammen vennero introdotti un nuovo modo di composizione additiva, una maniera specificamente scandinava di rendere i motivi vegetali, trasformandoli e non semplicemente copiandoli, e un repertorio completamente nuovo di motivi: leoni, volatili, serpenti, lotte tra un animale (spesso identificabile come leone) e il serpente, tutti originari dell'Europa occidentale, probabilmente ottoniana. Prende il nome dal ricco corredo funebre di un uomo di rango principesco, goðar o jarl, dello Jutland, oggi al Museo nazionale danese, a Mammen, nello Jutland (Danimarca), dove fu ritrovata una lama di scure con tipici motivi vegetali e aviformi intarsiati in argento. Sulla base della dendrocronologia, il legno utilizzato nella costruzione della camera funeraria è stato abbattuto in inverno 970–971. Riccamente decorata su entrambi i lati con motivi d'argento intarsiati, la scure in ferro era probabilmente un'arma da parata cerimoniale, mentre gli abiti funerari recavano ricami elaborati e rifiniti con seta e pelliccia.
Lo stile di Mammen si sviluppò apparentemente alla corte di re Aroldo I di Danimarca (m. nel 987 ca.), in seguito alla sua conversione al cristianesimo alla metà degli anni 960. I monumenti costruiti dal monarca a Jelling costituiscono un impressionante testimonianza dell'incontro tra la Scandinavia pagana e quella cristiana, manifestazioni di potere e di innovazione artistica. Lo stile potrebbe quindi essere stato creato per l'uso della Chiesa nascente. Al di fuori della Scandinavia, soprattutto in Inghilterra, lo stile fu però assente.
Su una faccia, la scure di Mammen presenta un grande uccello con il corpo pellettato, la cresta, l'occhio circolare e la testa eretta e il becco con lappa. Una grande spirale di conchiglia segna l'anca dell'uccello, da cui emergono le sue ali sottilmente allungate: l'ala destra si intreccia con il collo dell'uccello, mentre l'ala sinistra si intreccia con il suo corpo e la coda. Il bordo esterno dell'ala mostra una scalfittura semicircolare tipica dello stile Mammen. La coda è resa come un triplo viticcio, il cui trattamento particolare sull'ascia Mammen – con estremità aperte a forma di uncino – forma una caratteristica dello stile Mammen nel suo insieme. A complicare il design c'è la testa dell'uccello, che si intreccia due volte con il collo e l'ala destra, mentre spuntano anche viticci lungo il bordo della lama. In alto, vicino al manico, l'ascia Mammen presenta da un lato un nodo intrecciato, dall'altro una maschera umana triangolare (con grande naso, baffi e barba a spirale); quest'ultimo si sarebbe rivelato un motivo preferito in stile Mammen riportato dagli stili precedenti. Dall'altro lato, l'ascia Mammen porta un disegno foliato (foglia) diffuso, che emana da spirali alla base con sottili viticci "pellet" che si diffondono e si intrecciano attraverso la testa dell'ascia verso il manico.

Stile Mammen
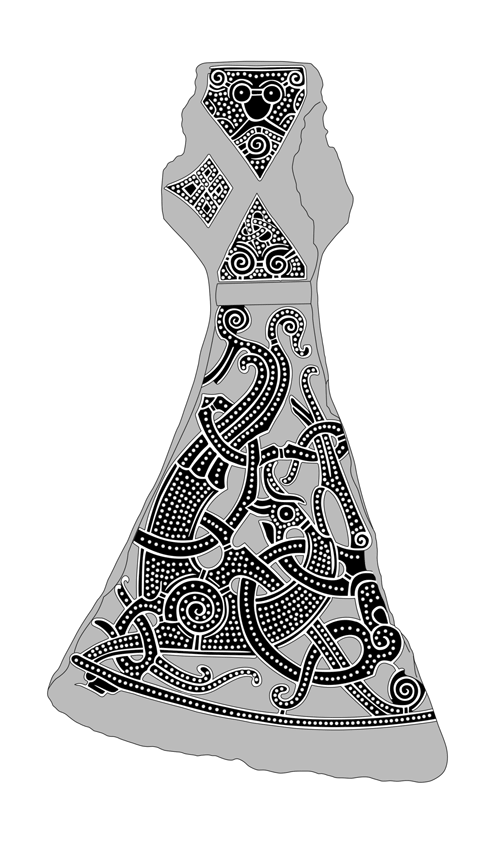
La scure di Mammen. Ferro con incisione in argento.
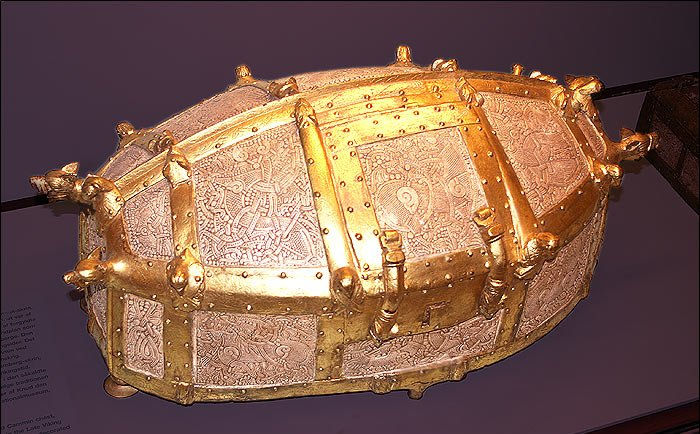
Il "Cammin Chest", un piccolo reliquiario d'oro tardo-vichingo in stile Mammen (Museo nazionale danese) - REPLICA.

#### Stile Ringerike
Lo stile Ringerike prende il nome dal distretto di Ringerike a nord di Oslo, dove l'arenaria rossastra locale fu ampiamente utilizzata per intagliare pietre con disegni tipici dello stile: motivi zoomorfi e fitomorfi i più comuni dei quali erano sono leoni, uccelli, animali a forma di fascia e spirali. Alcuni elementi fanno qui la loro prima comparsa nell'arte scandinava, come diversi tipi di croci, palmette e cappi a forma di brezel che legano insieme due motivi. La maggior parte dei motivi ha controparti nell'Arte anglosassone, insulare e, come per lo stile Mammen, ottoniana.
L'oggetto tipo più comunemente usato per definire lo stile Ringerike è la Pietra di Vang (2,15 metri (7 ft 1 in)) presso l'omonima cittadina nell'Oppland norvegese. A parte un'iscrizione commemorativa runica sul bordo destro, il campo principale del manufatto è riempito con un ornamento a viticcio equilibrato che scaturisce da due spirali di conchiglie alla base: gli steli principali si incrociano due volte per terminare in viticci lobati. All'incrocio, altri viticci scaturiscono da anse e motivi a forma di pera appaiono dai centri di viticci sull'ansa superiore. Benché di concezione assiale, sorge un'asimmetria fondamentale nella deposizione dei viticci. Sormontando il modello a viticcio appare un grande animale che cammina a grandi passi con un rendering a doppio profilo con fianchi a spirale e una falda labiale. Confrontando il disegno animale della Pietra Vang con l'animale sulla Scure di Mammen, quest'ultimo manca dell'assialità vista nella Pietra di Vang e i suoi viticci sono molto meno disciplinati: il rotolo di Mammen è ondulato, mentre quello di Vang è teso e uniformemente ricurvo, caratteristiche che segnano la differenza fondamentale tra lo stile Mammen e il Ringerike. L'interrelazione tra i due stili è ovvia, tuttavia, quando si confronta l'animale della Pietra di Vang con quello trovato sulla Pietre runiche di Jelling.
Per quanto riguarda la lavorazione dei metalli, lo stile Ringerike si lega a due banderuole in rame dorato, da Källunge (Gotland) e Söderala (Hälsingland), la c.d. "Banderuola Söderala", entrambe in Svezia. La prima ha due anse costruite assialmente a forma di serpenti, che a loro volta fanno germogliare viticci disposti simmetricamente. Le teste di serpente, così come l'animale e il serpente sul rovescio, trovano un trattamento più florido rispetto alla Pietra di Vang: tutti hanno lembi delle labbra, i serpenti portano le trecce, mentre tutti gli animali hanno un occhio a forma di pera con la punta rivolta verso il muso, una caratteristica tipica dello stile.
Quello di Ringerike è il più antico degli stili vichinghi usato in Norvegia e Svezia per i monumenti commemorativi runici cristiani. Fu influente in Inghilterra, al tempo del re Canuto, dov'è testimoniato anche nel Sud del paese e dove ricorre in particolare nella decorazione di due manoscritti anglosassoni oggi rispettivamente alla Cambridge University Library (catalog. Ff. 1-23) e alla Biblioteca Apostolica Vaticana (catalog. Reg. lat. 12), ma non in Russia, attestando così che l'influenza scandinava in quel paese era ormai in declino.

Stile Ringerike
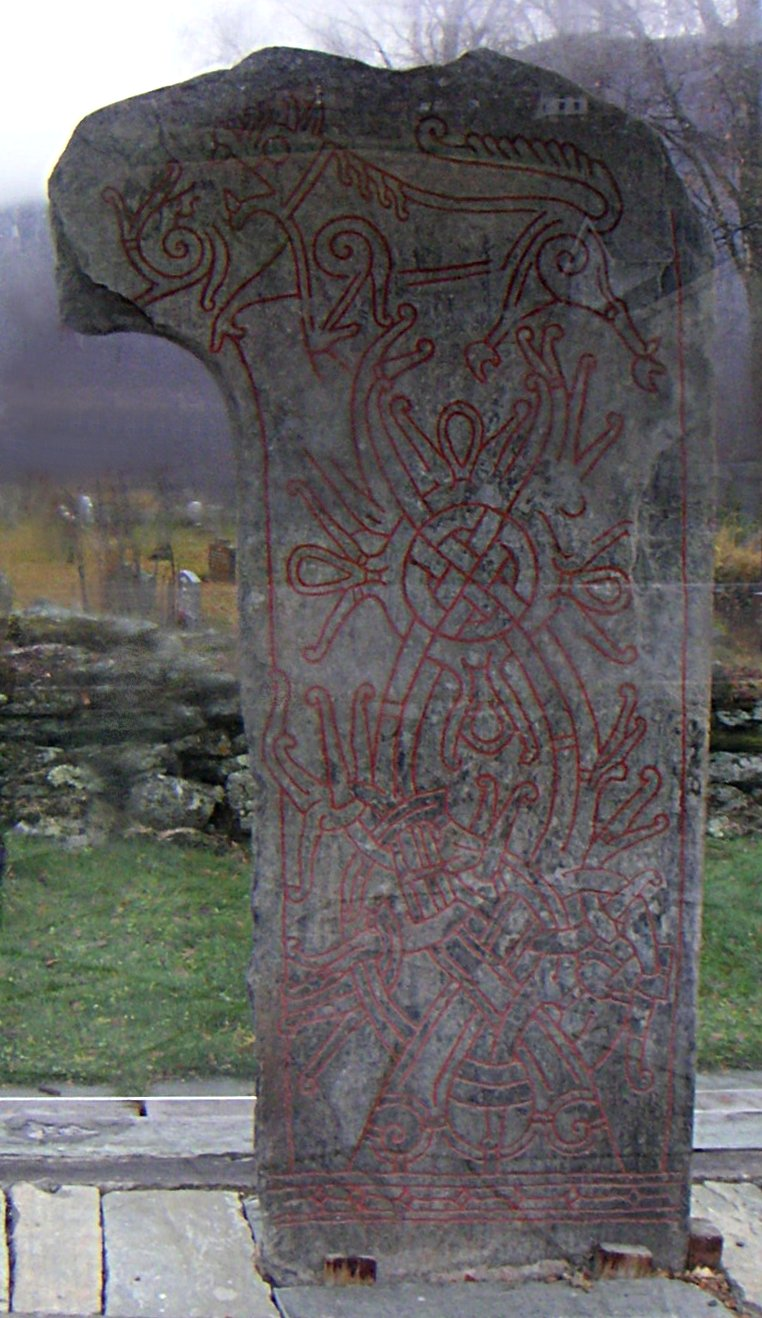
La Pietra di Vang
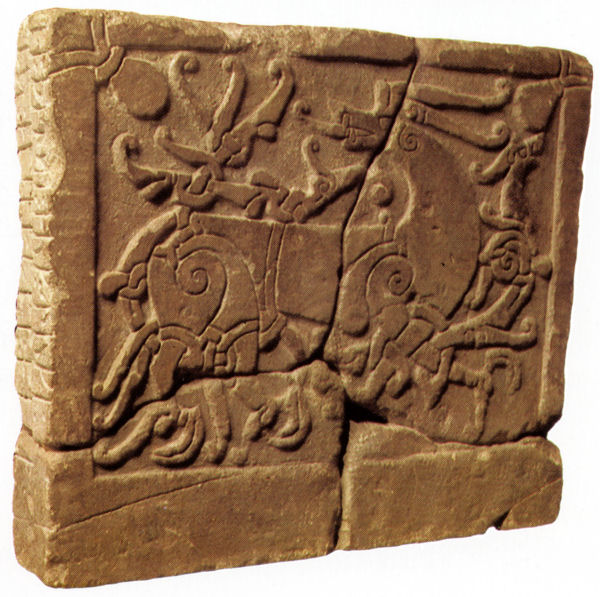
pietra runica inglese 2
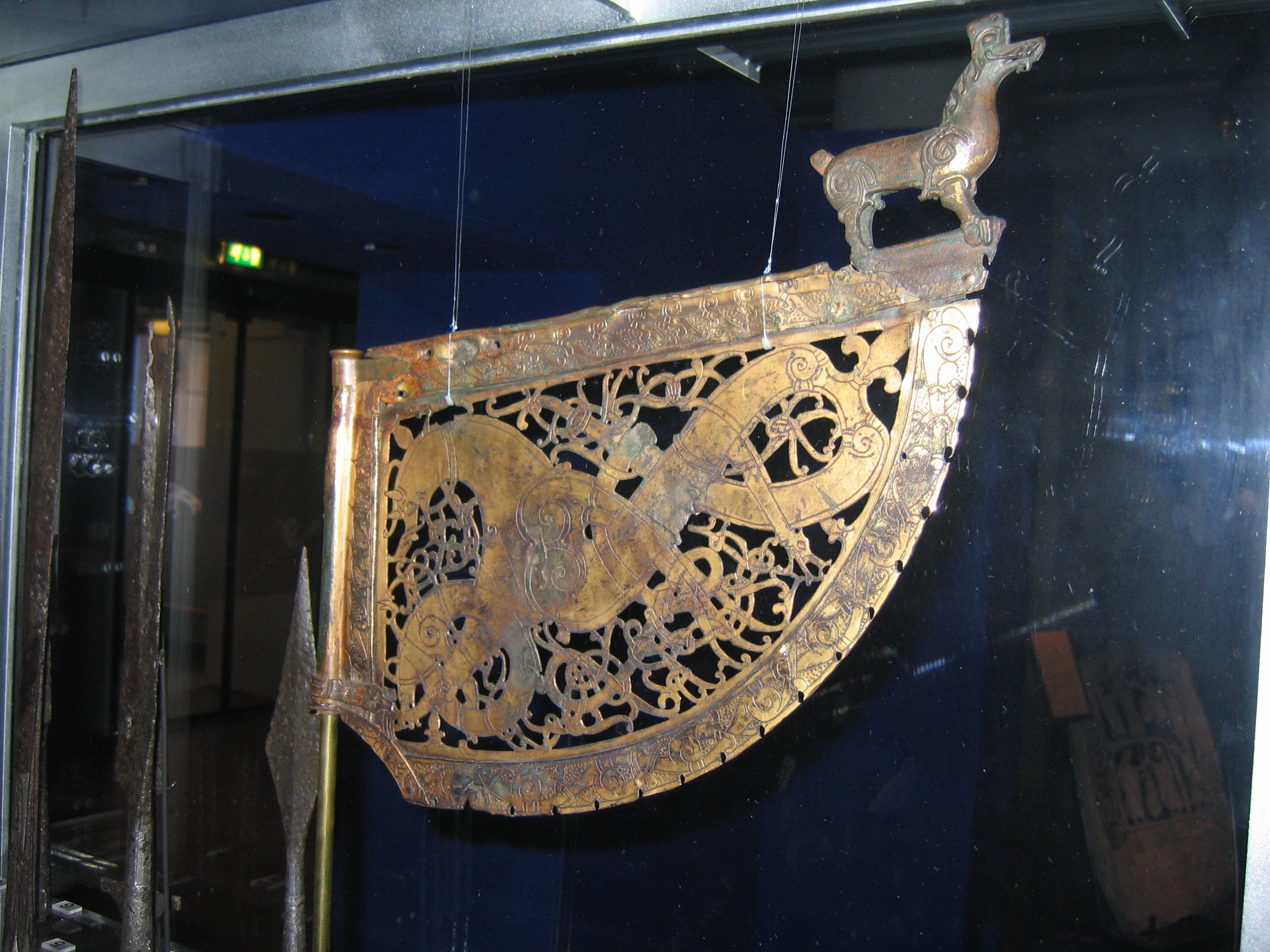
La banderuola di Söderala
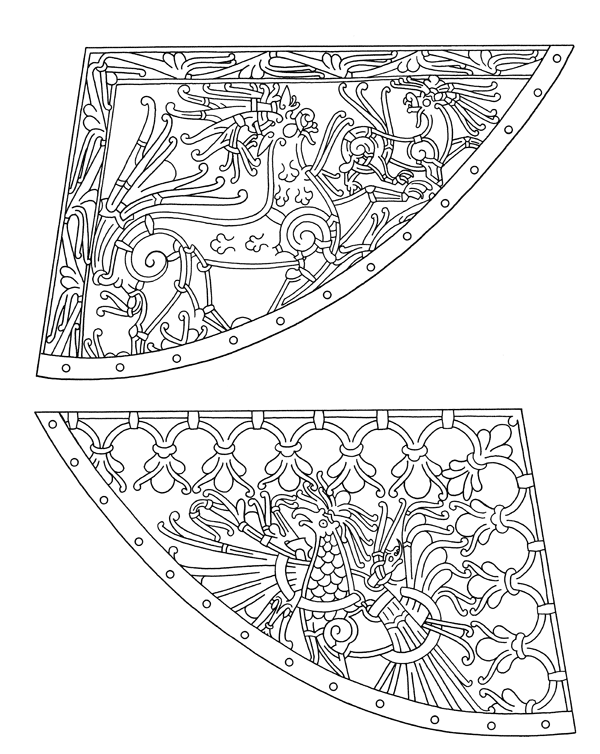
Una banderuola
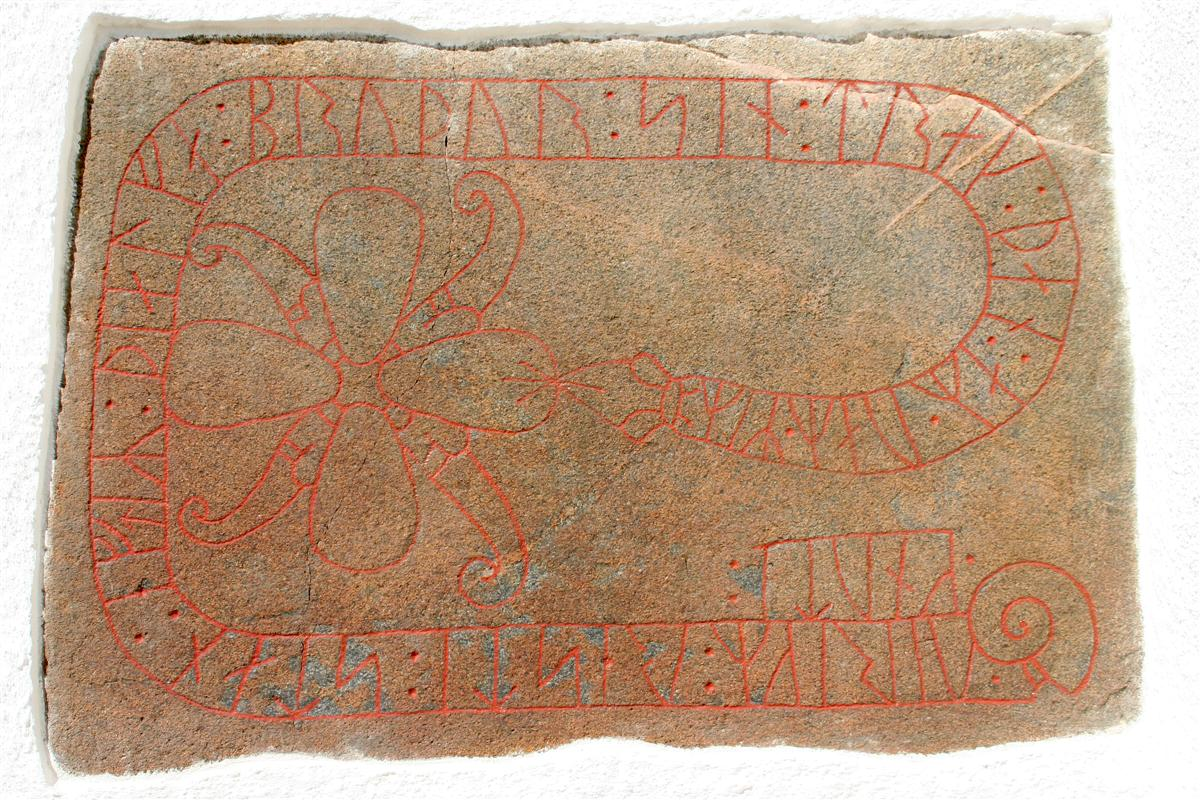
La pietra runica Ög 111 con croce in stile Ringerike
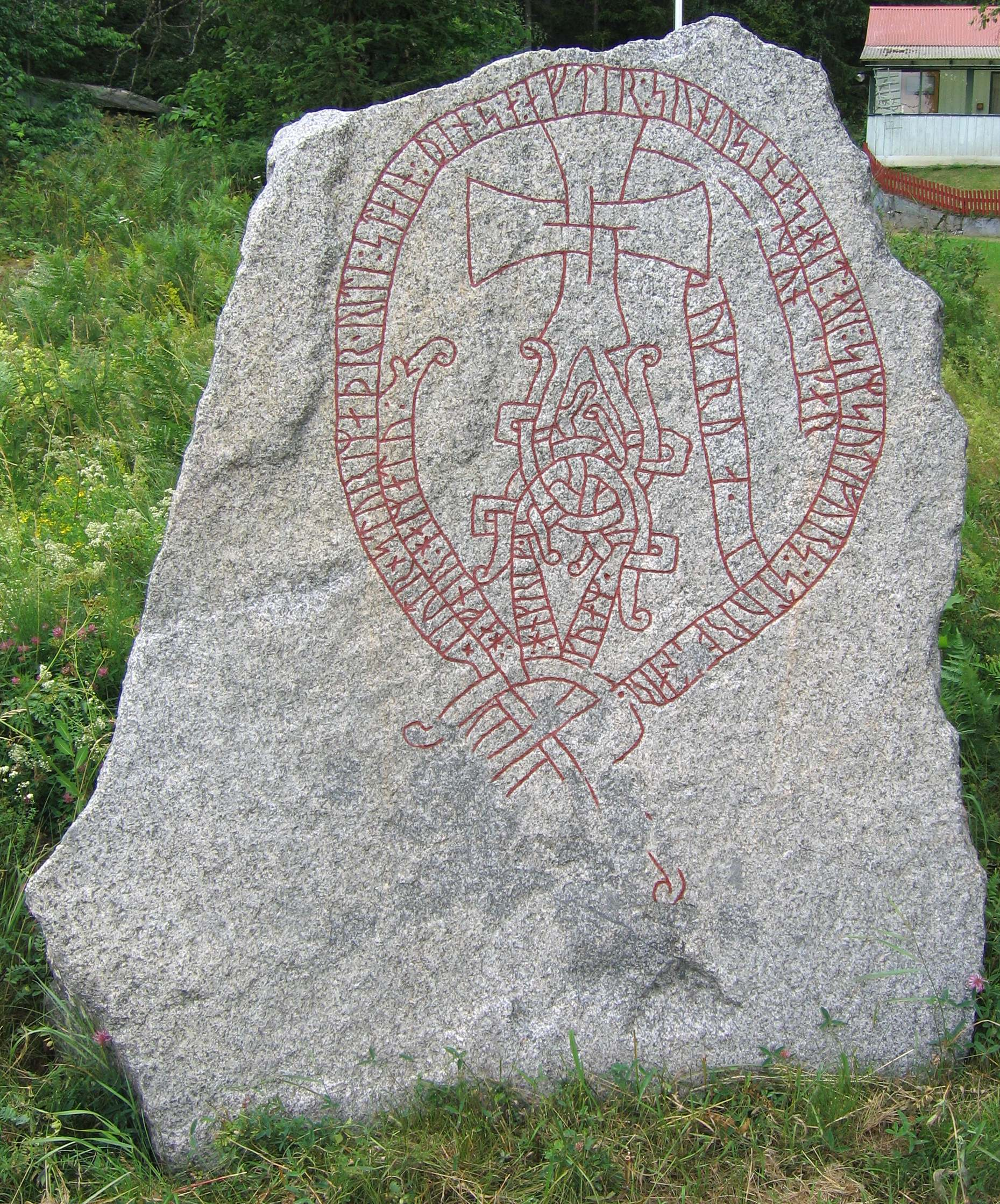
La pietra runica U 1016 a Fjuckby
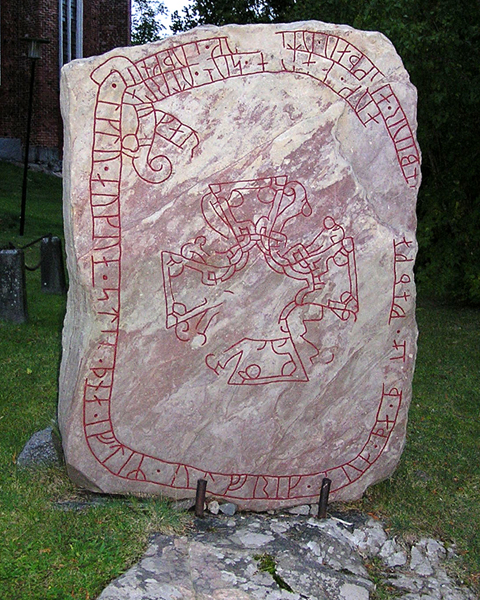
Pietra runica Sö 280 nella cattedrale di Strängnäs
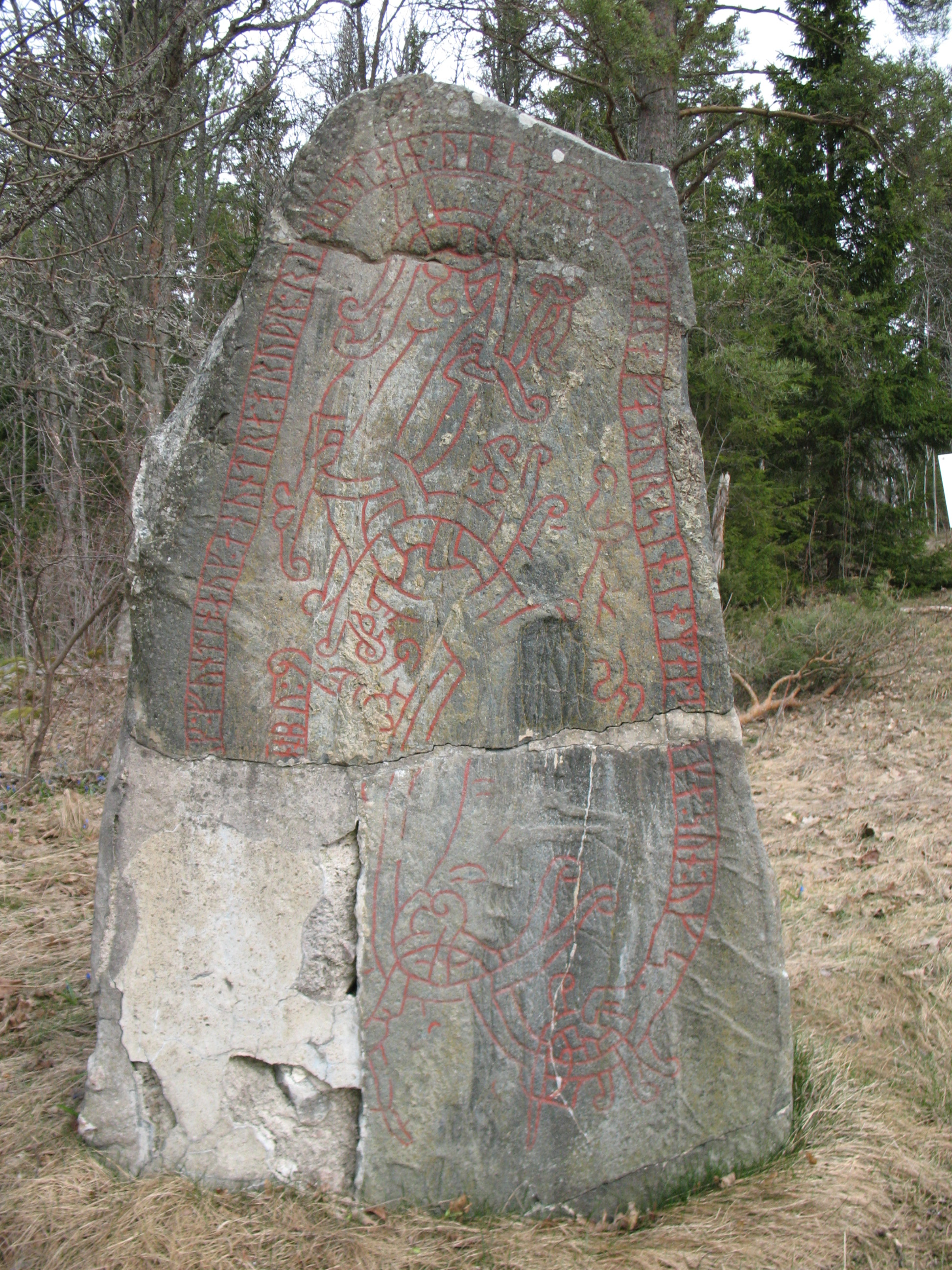
Pietra runica U 1146 a Gillberga, Uppland

#### Stile Urnes
Lo stile Urnes fu l'ultima fase dello stile animalistico scandinavo. Apparve nel secondo quarto dell'XI secolo, attestandosi nella seconda metà del secolo, quando soppiantò lo stile Ringerike, e perdurando sino all'inizio del XII secolo, quando gradualmente si fuse con lo stile romanico per esserne soppianto entro il primo quarto del 1100. Lo stile di Urnes prende il nome dalla porta settentrionale della Chiesa di Urnes (Norvegia) ma la maggior parte degli oggetti in questo stile sono pietre runiche nel Uppland (Svezia), motivo per cui alcuni studiosi preferiscono chiamarlo "Stile runico Urnes".
Rispetto agli altri stili, l'Urnes fu pienamente un'innovazione scandinava, poiché i motivi di animali e serpenti sono costruiti su quelli degli stili di Mammen e di Ringerike ma le forme sinuose e la composizione asimmetrica di lacci aperti circolari creano un insieme stilistico del tutto nuovo: gli animali, snelli e stilizzati, s'intrecciano in modelli stretti; le loro teste si vedono di profilo, hanno snelli occhi a mandorla e sono presenti appendici arricciate verso l'alto sul naso e sul collo.

Stile Ringerike
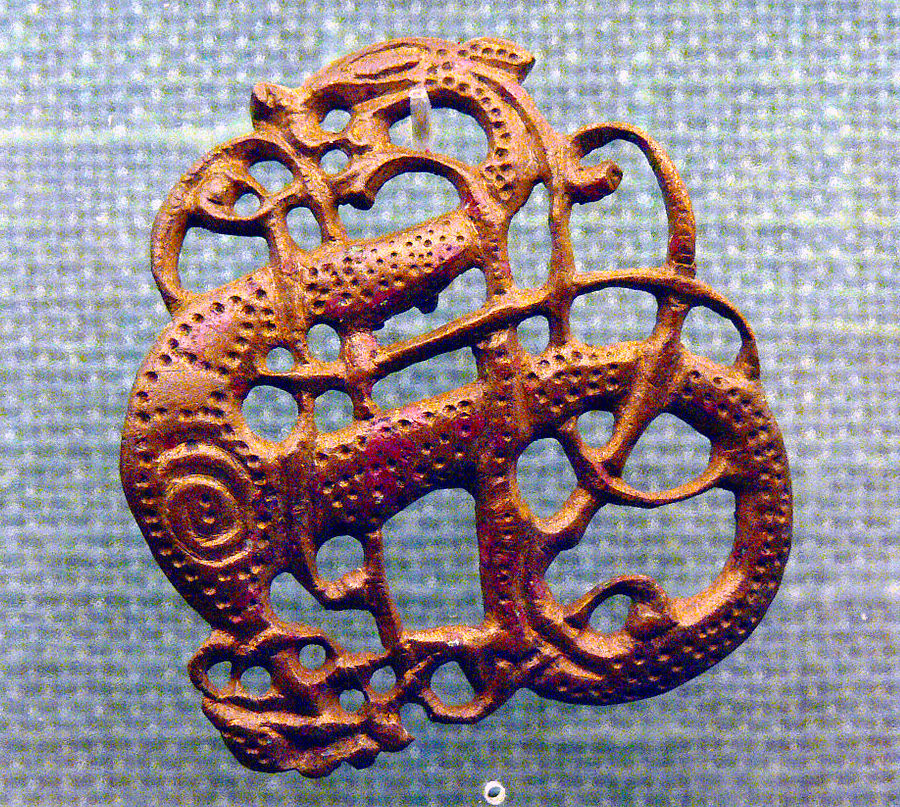
Ornamento in bronzo stile Urnes, dalla Danimarca.
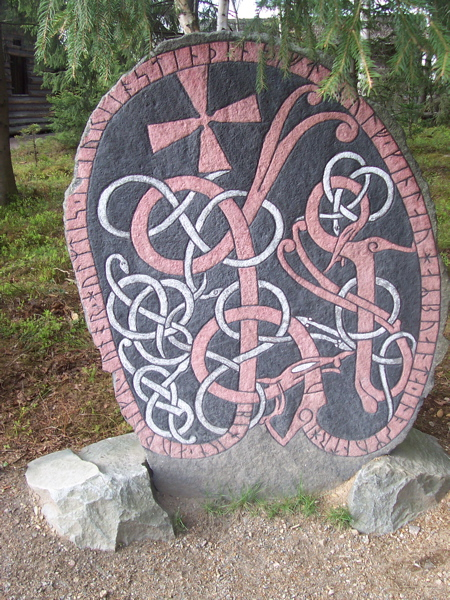
Iscrizione runica U 871 di Åsmund Kåresson - Stile Urnes primitivo.
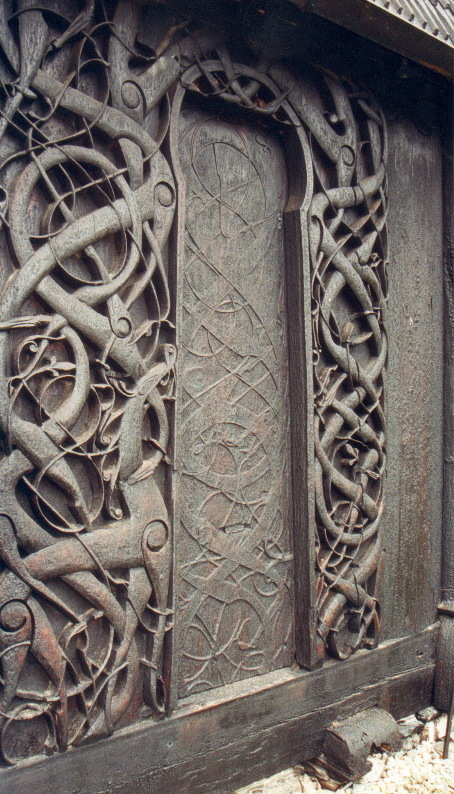
Porta settentrionale della Chiesa di Urnes - Stile Urnes tardo.

Stile Urnes primitivo
Il primo stile ha ricevuto una datazione basata principalmente su: la Pietra runica U 343; la Pietra runica U 344; e una ciotola d'argento del 1050 circa ritrovata a Lilla Valla. La prima versione di questo stile sulle pietre runiche comprende le Pietre runiche inglesi di Danegeld e Canuto il Grande, oltre alle opere di Åsmund Kåresson.
Stile Urnes medio
Lo stile Urnes medio ha una datazione relativamente solida grazie alla monetazione di Harald III di Norvegia (1047–1066) e Olaf Kyrre (1080–1090). Due sculture in legno di Oslo sono state datate al c. 1050–1100 e la tavola di Hørning è datata dendrocronologicamente al c. 1060–1070. Vi sono, tuttavia, prove che suggeriscono che lo stile dell'Urnes medio sviluppò prima del 1050 nelle opere dei maestri runici Fotr e Balle il Rosso.
Stile Urnes tardo
Lo stile Urnes medio rimase popolare insieme allo stile di Urnes del defunto maestro di rune Öpir. È famoso per uno stile in cui gli animali sono estremamente magri e creano motivi circolari in composizioni aperte. Questo stile non era esclusivo di Öpir e della Svezia, ma appare anche su una tavola di Bølstad e su una sedia di Trondheim (Norvegia). Le Pietre runiche di Jarlabanke mostrano tratti sia di questo stile tardo che dello stile Urnes medio di Fot e Balli, ed era il tipo Fot-Balli che si sarebbe mescolato con lo stile romanico nel XII secolo.
Stile Urnes romanico
Lo stile romanico di Urnes non appare sulle pietre runiche, il che suggerisce che la tradizione di creare pietre runiche si fosse estinta quando lo stile misto fece la sua comparsa poiché è ben rappresentato a Gotland e sulla terraferma svedese. Lo stile romanico di Urnes può essere datato indipendentemente dallo stile grazie a rappresentazioni di Oslo nel periodo 1100–1175, datazione dendrocronologica del paliotto di Lisbjerg in Danimarca al 1135, nonché reliquiari irlandesi datati alla seconda metà del XII secolo.

## Scultura

### Navi di pietra
Datano al periodo vichingo gli esemplari più recenti delle c.d. "navi di pietra", una tipologia di sepolcro comune all'età del bronzo scandinava realizzato con lastre di pietra e/o monoliti disposti a rappresentare il profilo di un'imbarcazione. Queste imponenti installazioni ignee svolgevano probabilmente una duplice funzione: oltre a sostituire una nave funeraria, con buona probabilità delimitavano anche un recinto sacro per cerimonie pubbliche.

### Pietre runiche

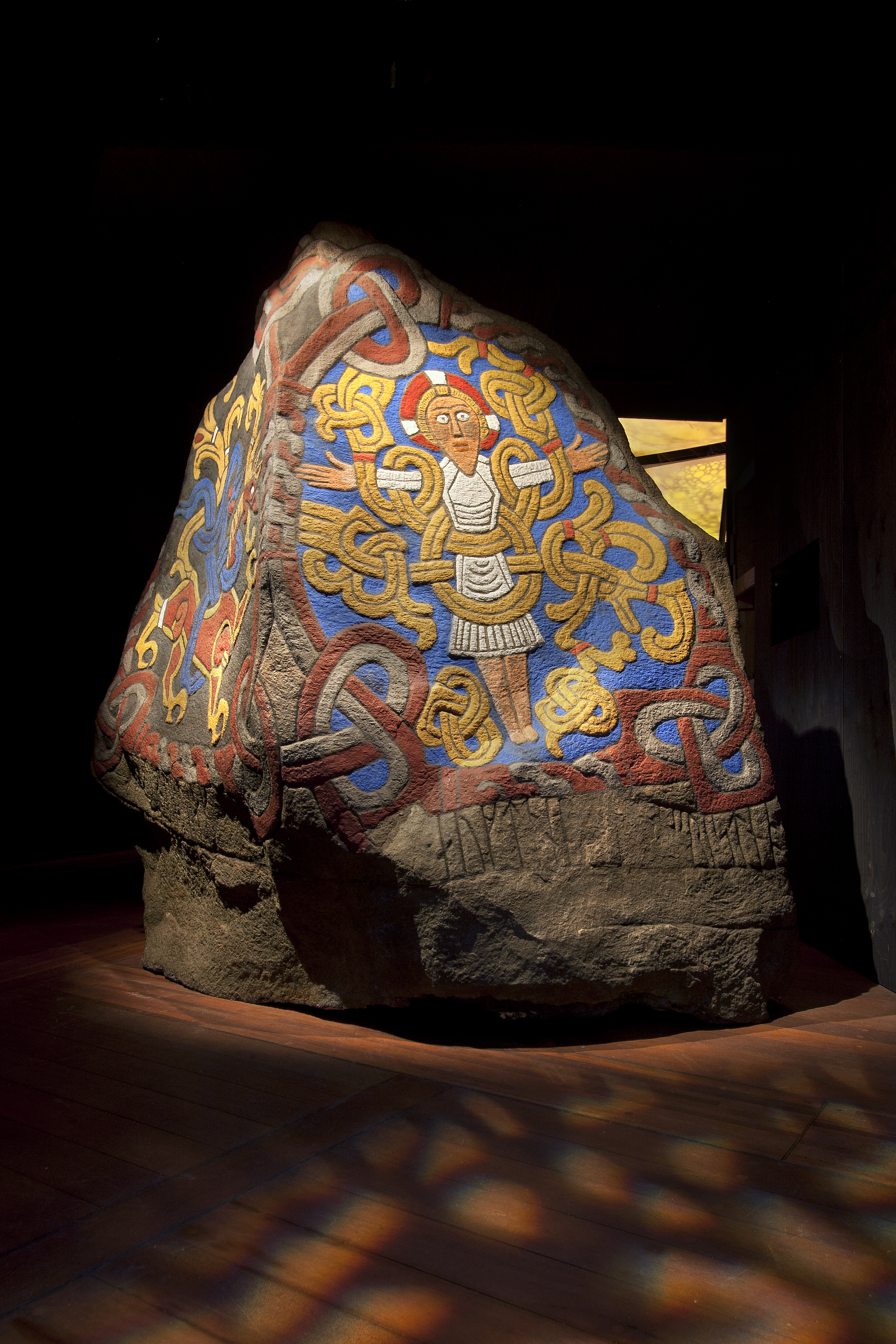
La pietra runica di re Aroldo a Jelling (REPLICA)

L'usanza di decorare le pietre runiche ebbe inizio in Danimarca con lo stile Mammen, probabilmente a partire dalla pietra memoriale di re Aroldo a Jelling, ma né in Danimarca né in Norvegia ne venne mai eretto più che un piccolo numero. Le pietre danesi, databili al tardo X secolo, sono tutte nello stile Mammen, mentre quelle norvegesi sono in stile Ringerike e datano all'inizio dell'XI secolo. È in Svezia che tale tipo di monumento divenne un simbolo importante, andando a costituire, sembra, anche un nuovo campo di attività per alcuni eccellenti artigiani, i "maestri runici". Sopravvivono in Svezia circa duemila di queste opere (6000 in tutta la Scandinavia), più di millecento delle quali nella sola regione dell'Uppland. Alcune di esse si trovano sulle superfici di roccia esposte dei fiordi oppure al centro di parchi o di giardini scolastici. Molte di queste iscrizioni narrano eventi riguardanti la morte di gente del luogo, ivi vissuta e morta, mentre circa il 10% delle pietre conosciute narrano eventi riguardanti i viaggi e le morti tragiche degli uomini che si portarono all'estero. Queste iscrizioni coincidono con alcune fonti scritte in lingua latina, come gli Annali di San Bertino e gli scritti di Liutprando di Cremona, che mostrano informazioni importanti riguardo agli scandinavi che visitarono Bisanzio.
Le pietre runiche svedesi sono monumenti che appartengono pienamente all'era cristiana, decorate per il 65% da una croce e per il 25% da un'invocazione cristiana. I motivi iconografici comprendono soprattutto animali, in prevalenza nastriformi, oltre a quadrupedi e serpenti, in stile Urnes, dei quali si è ipotizzato talora che avessero significato pagano o cripto-pagano e che fossero il risultato di una reazione pagana in Uppland. In ogni caso, la combinazione di leone e serpente apparve per la prima volta in Scandinavia soltanto con la conversione di Aroldo e la successiva introduzione del tema in Norvegia e in Svezia coincise con l'adozione del cristianesimo in questi paesi. Lavorarono a questi monumenti grandi maestri runici itineranti quali Öpir e Visäte.
Una categorizzazione degli stili delle pietre runiche fu sviluppata da Anne-Sophie Gräslund negli anni 1990 ed è oggi uno standard di riferimento:
- gli stili sono RAK, Fp, Pr1, Pr2, Pr3, Pr4 e Pr5, coprono il periodo 980-1130, che fu il periodo durante il quale furono fatte la maggior parte delle pietre runiche;
- gli stili Pr1 e Pr2 corrispondono allo stile Ringerike, mentre Pr3, Pr4 e Pr5 appartengono a quello che è più ampiamente conosciuto come lo stile Urnes.[49]

## Gioielleria

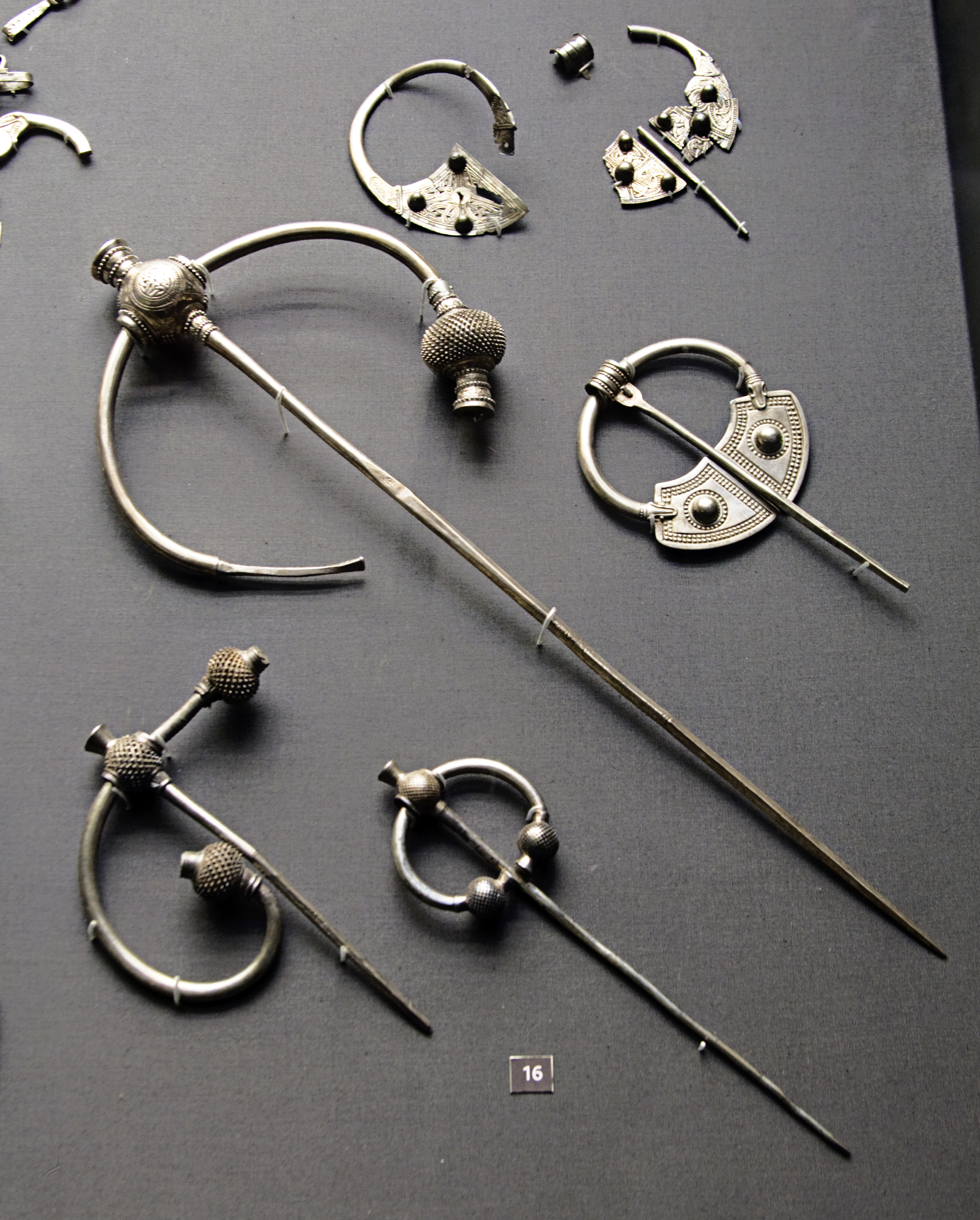
Fibule "penannulari" celtiche in argento dal tesoro di Penrith, nord dell'Inghilterra vichinga, inizio X secolo.

Come per altre popolazioni barbariche indoeuropee quali Celti e Sciti, anche per i Norreni la branca artistica della quale sono sopravvissute le maggiori testimonianze è la gioielleria.
I gioielli erano indossati da uomini e donne, anche se di diverso tipo. Erano principalmente manufatti in argento o bronzo, quest'ultimo a volte dorato, ma sono stati trovati un piccolo numero di pezzi grandi e sontuosi (forse dei veri e propri set) in oro massiccio, probabilmente appartenenti a reali o figure importanti, Goðar e Jarl.
Le donne sposate allacciavano i loro soprabiti vicino alla spalla con paia di grandi spille abbinate. Gli studiosi moderni le chiamano spesso "spille di tartaruga" a causa della loro forma a cupola. Forme e stili di queste spille-tartaruga variavano a livello regionale ma molti esemplari presentano una decorazione a traforo. Le donne spesso infilavano catene di metallo o fili di perline tra le spille o le utilizzavano come gancio di appoggio per ornamenti sospesi. La fibula trilobata di derivazione carolingia divenne immensamente popolare tra le donne norrene e le versioni scandinave furono prodotte in tutte le misure e con un'ornamentazione che varia dalla copia fedele dei modelli franchi, agli animali prensili dello stile di Borre, fino agli animali nastriformi dello stile di Mammen.
Gli uomini norreni indossavano anelli alle dita, alle braccia e al collo e tenevano i mantelli chiusi con fibule e spille di foggia spesso stravagante, imitando modelli delle popolazioni celtiche con le quali erano entrati in contatto (v.si fibula celtica).

### Decorazione delle armi
Le armi vichinghe erano divise in esemplari da combattimento ed esemplari rituali (es. la famosa Scure di Mammen) e, come tali, differivano per forma e ornamento. Era comunque pratica comune presso i norreni la decorazioni della armi, anche nel caso degli esemplari "funzionali".
La decorazione delle armi riprende lo stile tipico della gioielleria e dell'intaglio del legno del periodo corrispondente. Dai modelli sull'arma è quindi possibile determinare con un alto grado di certezza il momento della creazione di un particolare esemplare. Qualsiasi ornamento applicato a un'arma aveva una funzione o rituale o protettiva.
L'ornamento era applicato in diverse parti dell'arma:
1. per le spade sull'elsa e sulla guardia;
2. per le scuri sull'intera superficie della lama;
3. per i coltelli da combattimento i simboli adornavano solo il manico, mentre per quelli rituali l'incisione poteva andare anche lungo la lama.

All'inizio dell'età vichinga, la decorazione più diffusa era l'applicazione di fogli d'argento sulle armi, ricoperti da piccoli punti o croci dentellate, o figure geometriche. Nel IX-X secolo si trovano spesso incisioni sotto forma di linee intrecciate, motivi zoomorfi, ecc. Alla fine dell'era furono trovati tipi di decorazioni tecnologicamente più complessi, compresi inserti in ottone sotto forma di motivi geometrici con strisce di filo di rame. La doratura o la decorazione dorata è piuttosto rara, ma si trova anche.

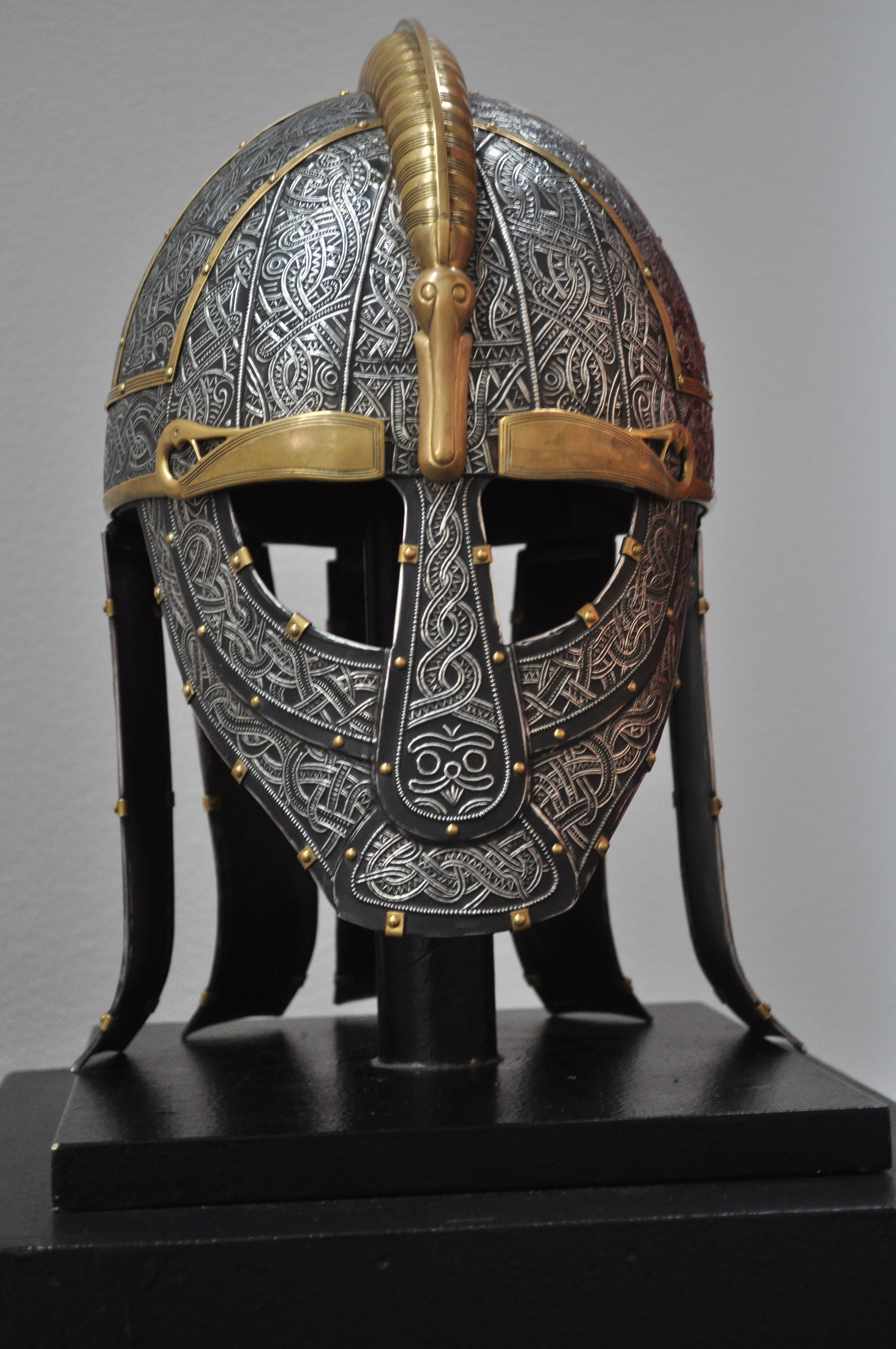
Elmo vichingo altamente decorato (REPLICA)
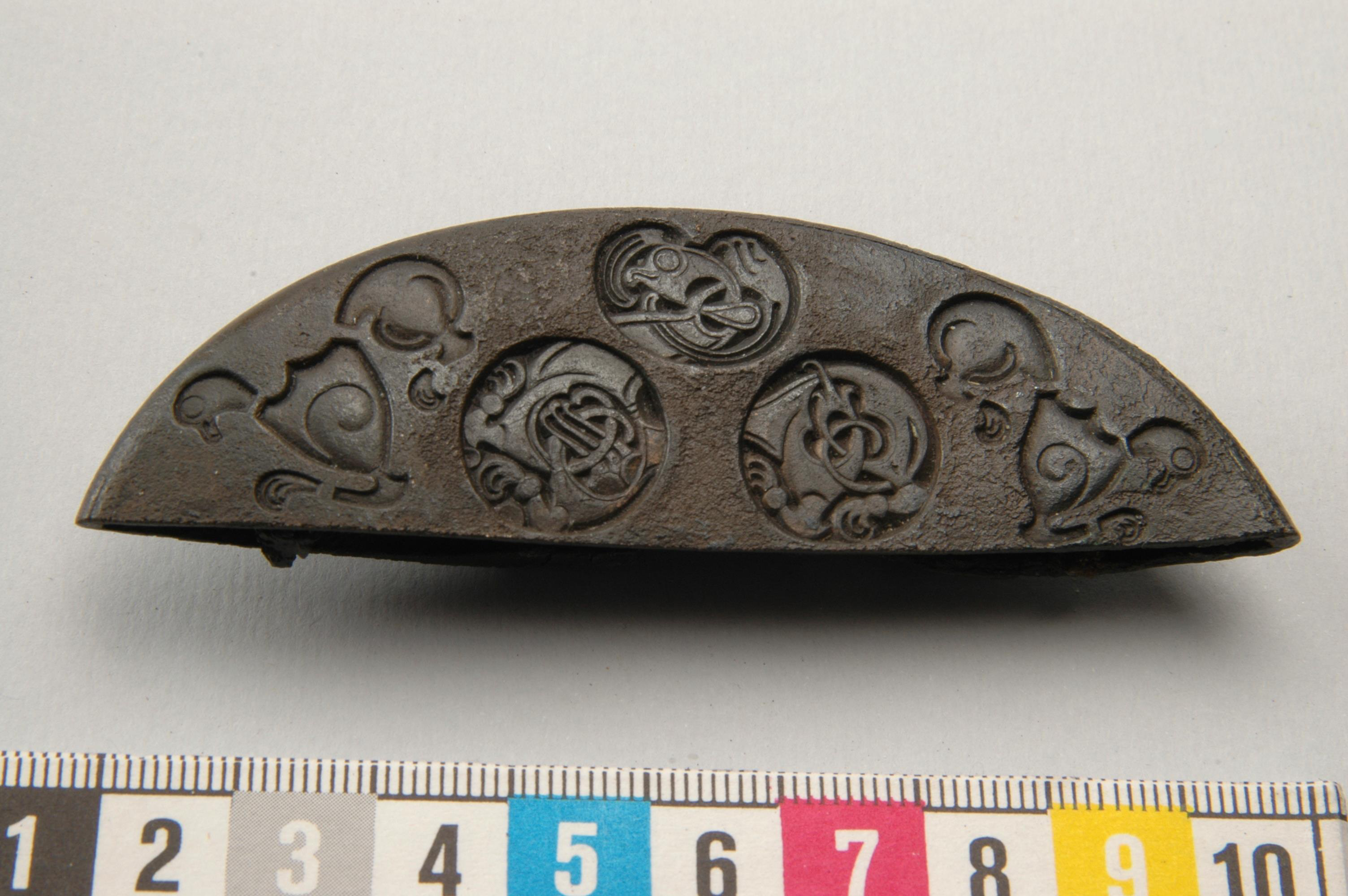
Pomo di spada decorato in stile Broa, dalla tomba 174 a Stora och Lilla Ihre, Hellvi (Gotland). Bronzo. 550–800 (Età di Vendel)
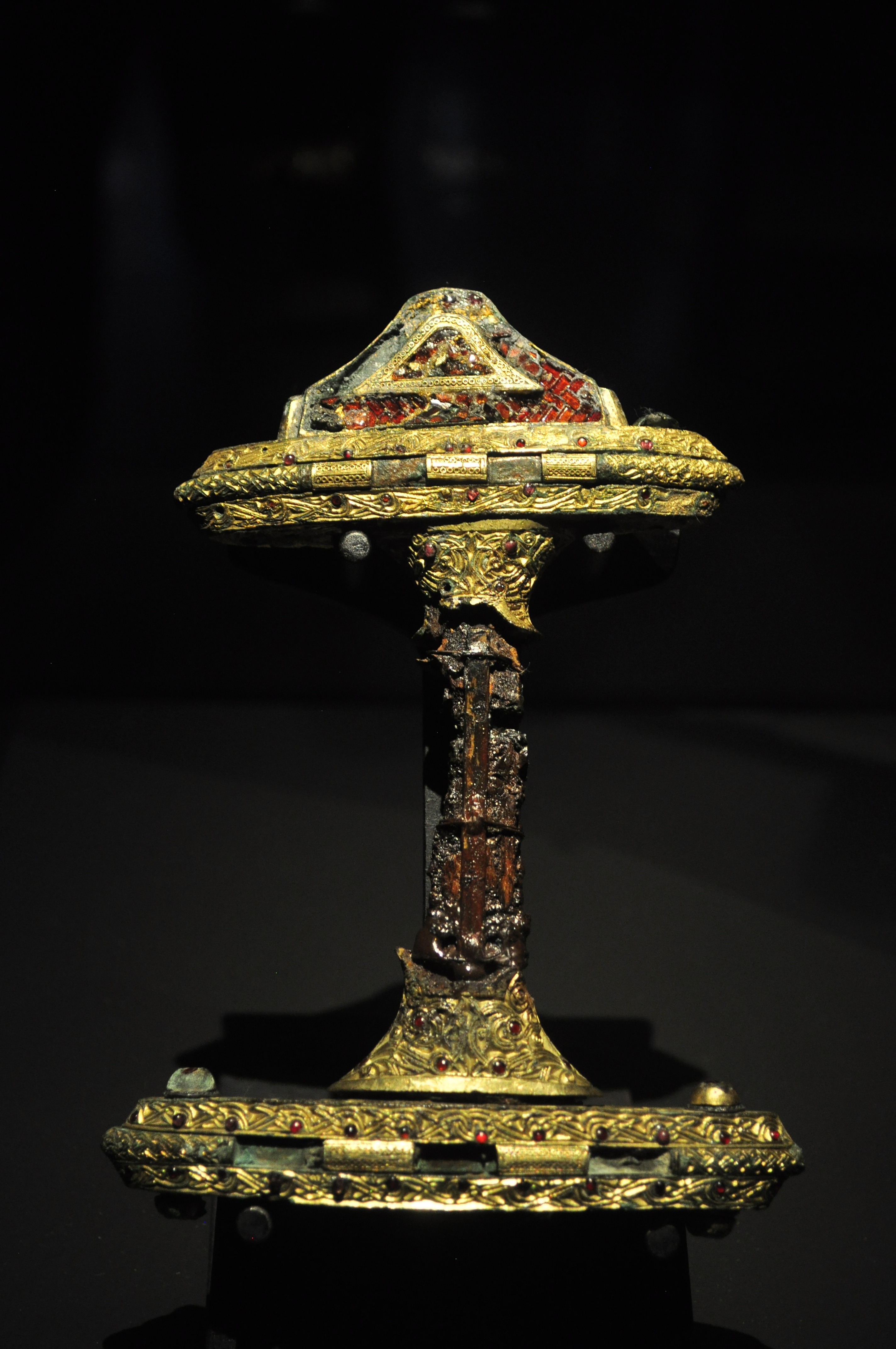
Spada scandinava del VII secolo (Età di Vendel)
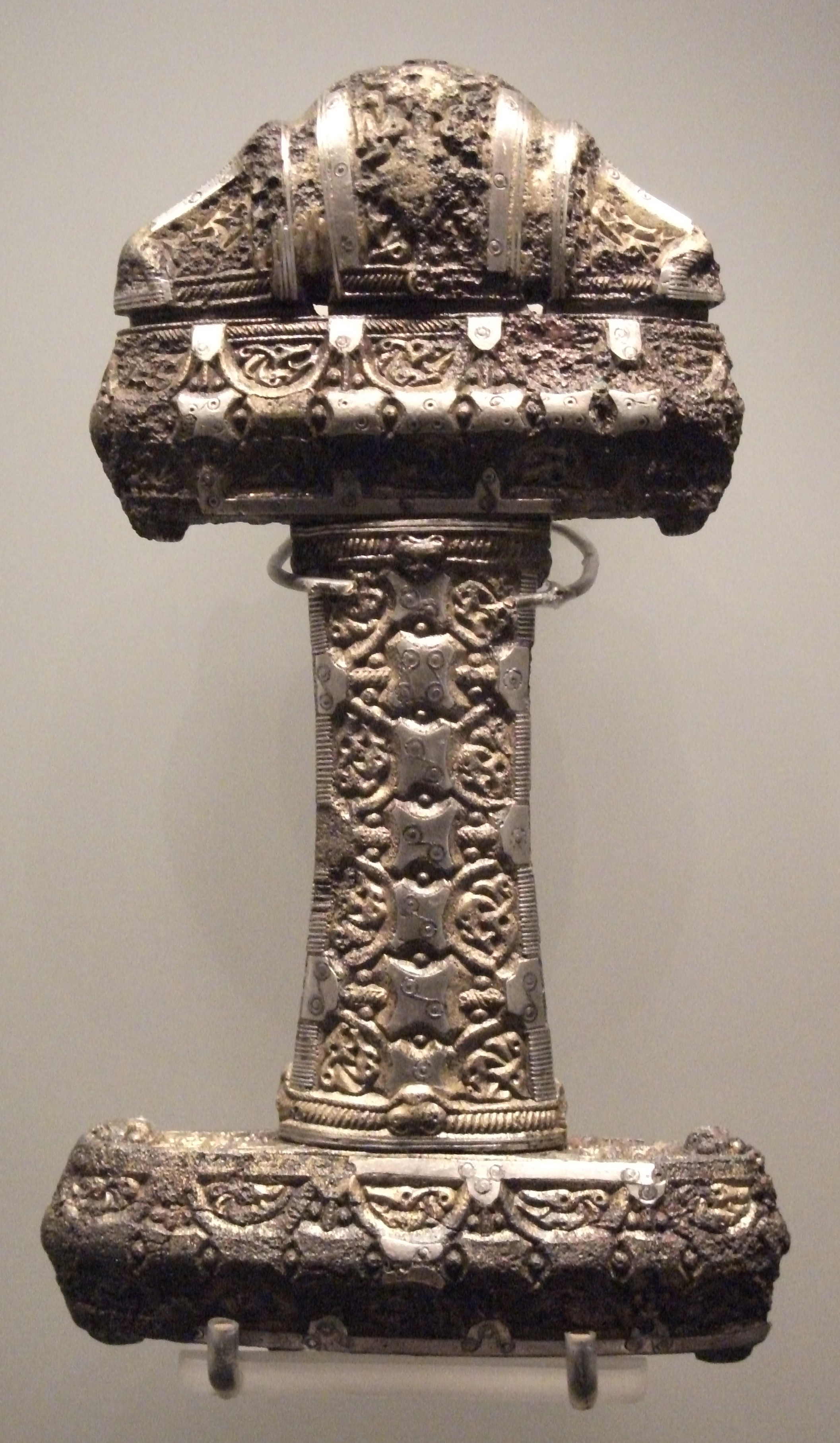
Spada vichinga del IX secolo

L'uso di decorare le armi, comune a diverse popolazioni barbariche, fu probabilmente amplificato, presso i vichinghi dall'alto valore riconosciuto alle spade. La forgia di una spada era lavoro altamente qualificato, fuori dalle capacità di un normale fabbro norreno: il processo poteva richiedere fino ad un mese di lavoro ed il manufatto era tenuto in così alto pregio da passare poi di generazione in generazione, aumentando di valore con il trascorre del tempo. Gli unici fabbricanti di spade capaci, in Scandinavia, erano probabilmente solo quelli di Gamla Uppsala, centro di propagazione della Cultura di Vendel. I principali centri di produzione delle spade, nel IX secolo, erano ubicati nelle terre tecnologicamente più evolute dell'Europa continentale (spec. dalla Renania) controllate dai Carolingi. Goðar e Jarl scandinavi si procurarono dunque, per sé e per le proprie consorterie armate, un gran numero di spade/lame tramite il commercio e/o le razzie ed i riscatti.

## Numismatica
La coniazione di monete su larga scala in Scandinavia prese avvio con l'emergere di un'autorità regia a partire dal XI secolo e con il consolidarsi di un potere centralizzato (Canuto il Grande, Aroldo Haardraade di Norvegia e Olaf Eriksson Skötkonung di Svezia). L'adozione di conî nazionali fu comunque sporadica, graduale e non interessò tutto il mondo vichingo. Questa prima monetazione scandinava fu basata sul modello anglosassone e testimonia una mescolanza di simbolismo pagano e cristiano, che riflette probabilmente una situazione di fluidità nelle credenze personali dei vichinghi. Marcato è l'attaccamento a simboli familiari e antichi, es. la triquetra, il cui significato diviene ambiguo: poteva rappresentare il cuore di pietra a tre punte del mitico gigante Hrungnir, ucciso da Thor; oppure varie dinastie a significare l'unità e, in un altro senso ancora, potrebbe essere considerato come un'espressione della Trinità; ecc.

### Esplicative
1. ↑  I siti di Borre datati includono Borre (c. 900), Gokstad (900–905), Tune (905–910), Fyrkat (980) e Trelleborg (980/1), oltre a numerosi tesori datati tramite le monete trovatevi - Bonde & Christensen 1993
2. ↑  Solo una pietra incisa con questo stile è stata però trovata a Ringerike, presso Tanberg - ed. in Fuglesang 1980, tavola 38
3. ↑  Interessante, a questo proposito, la spatha ritrovata nel "sito-Vendel" di Valsgärde.

### Bibliografiche
1. ↑   Tani M, Le origini mediterranee ed eurasiatiche dell’arte vichinga. Casi esemplari dall’Islanda, in Studi Nordici, XIII, Roma, 2006,  pp. 81-95.
2. 1 2 3 4 5 6 7 8 9 10 11 12 13 14 15 16 17  Bornholdt 2000.
3. ↑  (EN) Rudolf Simek, The Emergence of the Viking Age: Circumstances and Conditions, in The Vikings First Europeans VIII - XI century: The New Discoveries of Archaeology, 2005,  pp. 24-25.
4. ↑  (EN) Dillmann FX, Viking civilisation and culture. A bibliography of French-language, University of Caen, 1975,  p. 19.
5. ↑  (EN) Dillmann FX, "Les Vikings - the Scandinavian and European 800-1200", 22nd exhibition of art from the Council of Europe, 1992,  p. 26.
6. ↑  (EN) Barrett JH, What caused the Viking Age?, in Antiquity, vol. 82, n. 317, settembre 2008,  pp. 671-685.
7. ↑   Cannizzaro L, Introduzione all'archeologia scandinava, su archeofriuli.it, Società friulana di archeologia, 23 maggio 2020.
«Sappiamo che vengono ricordati nelle fonti con nomi diversi quali Norreni, Vichinghi, Variaghi e Normanni, tutti appellativi riconducibili a guerrieri temibili e abili marinai originari delle remote regioni scandinave. Questi, infatti, salparono dalla Norvegia, Svezia e Danimarca»
8. ↑   Barcelli S, Il Retaggio Perduto dei Vichinghi: Quando i Norreni conquistarono il mondo, Cerchio della luna, 2019, ISBN 9788869375019.
«In Inghilterra venivano anche chiamati uomini del Nord o norreni, termini con cui all'epoca si indicavano in maniera generica tutte quelle popolazioni che provenivano dalla Scandinavia, senza distinzione per regione...»
9. ↑  (EN) McTurk R, A Companion to Old Norse-Icelandic Literature and Culture, John Wiley & Sons, 2008,  p. 7, ISBN 978-1405137386.
«Old Norse' defines the culture of Norway and Iceland during the Middle Ages. It is a somewhat illogical concept as it is largely synonymous with 'Norse'... The term 'Norse' is often used as a translation of norroenn. As such it applies to all the Germanic peoples of Scandinavia and their colonies in the British Isles and the North Atlantic.»
10. ↑  (EN) DeAngelo J, The North and the Depiction of the "Finnar" in the Icelandic Sagas, in Scandinavian Studies, vol. 82, n. 3, 2010,  pp. 257-286, JSTOR 25769033.
«The term "Norse" will be used as a catchall term for all North Germanic peoples in the sagas...»
11. ↑  (EN) Kjærum P e Olsen RA, Oldtidens Ansigt: Faces of the Past, 1990, ISBN 978-87-7468-274-5.
12. ↑  Klæsøe 1994, p. 134.
13. ↑  Klæsøe 1994, p. 137.
14. ↑  Graham-Campbell 1994, p. 92.
15. 1 2  Klæsøe 2002, p. 15.
16. ↑  Meulengracht Sørensen 2006, p. 36.
17. 1 2  Klæsøe 1994, p. 132.
18. ↑  (DA) Persch A, På glatis med ikonografi, in Ragnarok, Odins verden, Silkeborg Museum, 2005,  p. 25.
19. ↑  Meulengracht Sørensen 2006, p. 34.
20. ↑  Graham-Campbell 1994, p. 97.
21. ↑  Klæsøe 1994, p. 131.
22. ↑  Salin 1904.
23. ↑  Arwidsson 1942a.
24. ↑  Arwidsson 1942b.
25. ↑  Graham-Campbell 2013, p. 46.
26. ↑  Graham-Campbell 2013, pp. 46-47.
27. ↑  Richards & Naylor 2010.
28. ↑  Graham-Campbell 2013, p. 47.
29. ↑  Shetelig 1920.
30. ↑  Wilson & Klindt-Jensen 1980.
31. ↑  (EN) The Broa/Oseberg Style (Viking Art Styles), su archeurope.com. URL consultato il 4 luglio 2022 (archiviato dall'url originale il 1º febbraio 2014).
32. ↑  (EN) Viking Ship from Oseberg (The Viking Rune: All Things Norse), su vikingrune.com.
33. ↑  (SV) Djurornamentik, in Nationalencyklopedin, 1991.
34. ↑  (DE) Haseloff G, Zum Ursprung des nordischen Greiftierstils, in Festschrift für Gustav Schwantes, Neumünster, 1951,  pp. 202-211.
35. ↑  Bonde & Christensen 1993.
36. ↑  (EN) Sinbaek S, Enter the Gripping Beast, British Archaeological Reports International Series, 2012.
37. ↑  Klæsøe 1994, p. 135.
38. ↑  (DE) Wamers E, Insularer Metallschmuck in wikingerzeitlichen Gräber Nordeuropas, Neumünster, 1985.
39. 1 2  (SV) Jellingestil, in Nationalencyklopedin, 1993.
40. ↑  (EN) Krogh K, The Royal Viking-Age Monuments at Jelling in the Light of Recent Archaeological Excavations, in AArch, vol. 53, 1982,  pp. 183-216.
41. 1 2  Moss 2014, p. 44.
42. 1 2  (SV) Urnesstil, in Nationalencyklopedin, 1996.
43. ↑  Fuglesang 1998, p. 206.
44. 1 2  Fuglesang 1998, p. 207.
45. ↑  Fuglesang 1998, p. 208.
46. ↑  (EN) Ellis HR, The Road to Hel: A Study of the Conception of the Dead in Old Norse Literature, Cambridge University, 1943,  pp. 28-29 e 111.
47. ↑  Sawyer 1997, p. 139.
48. ↑  (EN) Gräslund AS, Dating the Swedish Viking-Age Rune Stones on Stylistic Grounds, in Runes and Their Secrets: Studies in Runology, Copenhagen, Museum Tusculanum Press, 2006,  pp. 117-140, ISBN 87-635-0428-6.
49. ↑  Sawyer 2000, p. 32.
50. ↑  (EN) Grancsav SV, A Viking Chieftain's Sword, in The Metropolitain Museum of Art Bulletin, XVII, marzo 1959,  p. 181.
51. ↑  (EN) Hampton VD, Viking Age Arms and Armor Originating in the Frankish Kingdom, in The Hilltop Review, vol. 4, 2011,  pp. 36-44.
52. ↑  (EN) Skaare K, Coins and Coinage in Viking-Age Norway, Oslo, 1976,  p. 70.
53. ↑  (DA) Steen Jensen J (a cura di), Tusind tallets Danske Mønter fra Den Kongelige Mønt-og Medaillesamling [Monete danesi dal secolo XI nella Collezione Reale di monete e medaglie], København, 1995,  p. 60.

### Fonti primarie
- (DE) Ahmad ibn Fadlan, Ibn Foszląn's und anderer Araber Berichte über die Russen älterer Zeit. Text und Übersetzung mit kritisch-philologischen Ammerkungen. Nebst drei Breilagen über sogenannte Russen-Stämme und Kiew, die Warenger und das Warenger-Meer, und das Land Wisu, ebenfalls nach arabischen Schriftstellern, traduzione di Frähn CMJ, San Pietroburgo, aus der Buchdruckerei der Akademie, 1823, OCLC 457333793.
- (EN) P. Anker, The Art of Scandinavia, I, Londra e New York, 1970.
- (DE) Greta Arwidsson, Valsgärdestudien I. Vendelstile: Email und Glas im 7.-8. Jahrhundert, in Acta Musei antiquitatum septentrionalium Regiae Universitatis Upsaliensis 2, Uppsala, Almqvist, 1942.
- (DE) Greta Arwidsson, Die Gräberfunde von Valsgärde I, Valsgärde 6, in Acta Musei antiquitatum septentrionalium Regiae Universitatis Upsaliensis 1, Uppsala, Almqvist & Wiksell, 1942.
- (EN) J. Graham-Campbell, Viking Art, Thames & Hudson, 2013, ISBN 9780500204191.
- (DE) Bernhard Salin, Die altgermanische Thierornamentik, Stoccolma, 1904.
- (EN) P. Sawyer, The Oxford Illustrated History of the Vikings, Oxford University Press, 1997.
- (NO) H. Shetelig, Osebergfundet, Volume III, Kristiania, 1920.
- (EN) D.M. Wilson e O. Klindt-Jensen, Viking Art, 2ª ed., George Allen e Unwin, 1980, ISBN 9780047090189.

### Fonti secondarie
- (EN) R.N. Bailey, Viking Age Sculpture in Northern England, Londra, Collins Archaeology, 1980, ISBN 9780002162289.
- (EN) N. Bonde e A.E. Christensen, Dendrochronological dating of the Viking Age ship burials at Oseberg, Gokstad and Tune, Norway, in Antiquity, vol. 67, 1993,  pp. 575-83.
- (EN) S. Brink (a cura di), The Viking World, Londra e New York, Routledge, 2008, ISBN 9780415692625.
- (EN) Per Bruun, The Viking Ship, in Journal of Coastal Research, vol. 4, 1997,  pp. 1282-1289.
- (EN) T. Capelle, Der Metallschmuck von Haithabu: Studien zur wikingischen Metallkunst, in Die Ausgrabungen in Haithabu, vol. 5, Neumunster, K. Wachholtz, 1968.
- (EN) Fred S. Kleiner, Gardner's Art Through The Ages: The Western Perspective, I, Boston, Wadsworth Cengage Learning, 2009.
- (EN) S.H. Fuglesang, Copying and Creativity in Early Viking Ornament, in Reynolds & Webster 2013, pp. 825-841, 2013.
- (EN) S.H. Fuglesang, Animal Ornament: the Late Viking Period, in Müller-Wille & Larsson 2001, pp. 157-194, 2001.
- (EN) S.H. Fuglesang, Swedish Runestones of the Eleventh Century: Ornament and Dating, in K. Düwel e S. Nowak (a cura di), Runeninschriften als Quellen interdisziplinärer Forschung: Abhandlungen des vierten internationalen Symposiums über Runen und Runeninschriften in Gottingen vom 4.-9. August 1995, Göttingen, Walter de Gruyter, 1998,  pp. 197-218.
- (EN) S.H. Fuglesang, Viking Art, in J. Turner (a cura di), The Grove Dictionary of Art, vol. 32, Londra e New York, 1996,  pp. 514-527 e 531-532.
- (EN) S.H. Fuglesang, The Axe-Head from Mammen and the Mammen Style, in Iversen, 1991,  pp. 83-108.
- (EN) S.H. Fuglesang, Early Viking Art, in Acta ad Archaeologiam et Artium Historiam Pertinentia, Series altera in 8°, II, 1982,  pp. 125-173.
- (EN) S.H. Fuglesang, Stylistic Groups in Late Viking and Early Romanesque Art, in Acta ad Archaeologiam et Artium Historiam Pertinentia, Series altera in 8°, I, 1981,  pp. 79-125.
- (EN) S.H. Fuglesang, Some Aspects of the Ringerike Style: A Phase of 11th Century Scandinavian Art, in Mediaeval Scandinavia Supplements, Odense, University Press of Southern Denmark, 1980, ISBN 9788774921837.
- (EN) J. Graham-Campbell, The Viking World, Londra, 2001, ISBN 9780711234680.
- (EN) J. Graham-Campbell, Cultural Atlas of the Viking World, 1994, ISBN 0-8160-3004-9.
- (EN) J. Graham-Campbell, Viking Artefacts: A Select Catalogue, Londra, British Museum Publications, 1980, ISBN 9780714113548.
- Hedeager, L. (2003). "Beyond Mortality: Scandinavian Animal Styles AD 400–1200", in Downes, J. and Ritchie, A. (eds), Sea Change: Orkney and Northern Europe in the Later Iron Age AD 300–800, Balgavies, 2003, pp. 127–36. ISBN 9781874012382
- Iversen, M. (ed.) (1991). Mammen: Grav, Kunst og Samfund i Vikingetid, [Jysk Arkæologisk Selskabs Skrifter XXVIII], Højbjerg, 1991. ISBN 8772885718
- James Curle, "A Find of Viking Relics in the Hebrides," The Burlington Magazine for Connoisseurs, 162 (1916), pp. 241–243. https://www.jstor.org/stable/860122
- Kershaw, J. (2008). "The Distribution of the 'Winchester' Style in Late Saxon England: Metalwork Finds from the Danelaw", Anglo-Saxon Studies in Archaeology and History 15 (2008), pp. 254–269. Academic.edu
- (DA) Klæsøe IS, Den tidlige vikingetids kunst, in Bertelsen (a cura di), Vikingetidens kunst; en udstilling om kunsten i vikingernes verden og efterverden ca. 800–1250. Kongernes Jelling 2002, 2002, ISBN 87-989042-0-5.
- (DA) Klæsøe IS, Inspirationerne til vikingetidens kunst, in Niels L (a cura di), Norden og Europa i vikingetid og tidlig middelalder, 1994, ISBN 87-7289-240-4.
- Krafft, S. (1956). Pictorial Weavings from the Viking Age, Oslo: Dreyer, 1956.
- Lang, J.T. (1984). "The hogback: a Viking colonial monument", Anglo-Saxon Studies in Archaeology and History, 3 (1984), pp. 85–176.
- Lang, J.T. (1988). Viking Age Decorated Wood: A Study of its Ornament and Style, Dublin: Royal Irish Academy, 1988. ISBN 9780901714695
- (DA) Meulengracht Sørensen P, Kapitler af Nordens litteratur i oldtid og middelalder, 2006, ISBN 87-7934-219-1.
- (EN) Moss R, Medieval c. 400—c. 1600: Art and Architecture of Ireland, Yale University Press, 2014, ISBN 978-0-3001-7919-4.
- (DE) Müller-Wille M. e Larsson L.O. (a cura di), Tiere – Menschen – Götter: Wikingerzeitliche Kunststile und ihre neuzeitliche Rezeption, Gottingen, Vandenhoeck & Ruprecht, 2001, ISBN 9783525863091.
- Myhre, B. (1992). "The Royal Cemetery at Borre, Vestfold: A Norwegian Centre in a European Periphery", in Carter, M. (ed.), The Age of Sutton Hoo. The Seventh Century in North-West Europe, Woodbridge: Boydell, 1992.
- Owen, O. (2001). "The strange beast that is the English Urnes Style", in Graham-Campbell, J. et al. (eds), Vikings and the Danelaw – Selected Papers from the Proceedings of the Thirteenth Viking Congress, Oxford: Oxbow, 2001, pp. 203–22.
- Paterson, C. (2002). "From Pendants to Brooches – The Exchange of Borre and Jelling Style Motifs across the North Sea", Hikuin 29 (2002), pp. 267–76.
- (EN) A. Reynolds e L.E. Webster (a cura di), Early Medieval Art and Archaeology in the Northern World—Studies in Honour of James Graham-Campbell, Leida e Boston, Brill, 2013, ISBN 9789004235038.
- (EN) J.D. Richards e J. Naylor, The metal detector and the Viking Age in England, in Sheehan & Corráin 2010, pp. 338-352, 2010.
- (EN) E. Roesdahl, Viking Art in European Churches (Cammin – Bamberg – Prague – León), in Sheehan & Corráin 2010, pp. 149-164, 2010.
- (EN) E. Roesdahl, From Scandinavia to Spain: a Viking Age Reliquary in León and its Significance, in Sheehan & Corráin 2010, pp. 353-360, 2010.
- (EN) E. Roesdahl, Dendrochronology and Viking Studies in Denmark, with a Note on the Beginning of the Viking Age", in Abrosiani, B. and Clarke, H. (eds), Developments around the Baltic and the North Sea in the Viking Age, Stockholm: Birka Project for Riksantikvarieämbetet and Statens Historiska Museer, 1994,  pp. 106-116.
- (EN) E. Roesdahl e D.M. Wilson (a cura di), From Viking to Crusader: Scandinavia and Europe 800–1200, Copenhagen e New York, 1992, ISBN 9780847816255.
- (EN) B. Sawyer, The Viking-Age Rune-Stones, Oxford University Press, 2000.
- (EN) J. Sheehan e D.Ó. Corráin (a cura di), The Viking Age. Ireland and the West. Proceedings of the Fifteenth Viking Congress, Cork, 2005, Dublino e Portland, Four Courts Press, 2010, ISBN 9781846821011.
- (EN) G. Williams, P. Pentz e M. Wemhoff (a cura di), Vikings: Life and Legend, Londra, British Museum Press, 2014, ISBN 9780714123363.
- (EN) D.M. Wilson, The Vikings in the Isle of Man, Aarhus University Press, 2008, ISBN 9788779343702.
- (EN) D.M. Wilson, The Development of Viking Art, in Brink with Price, 2008,  pp. 323-38.
- (EN) D.M. Wilson, The Earliest Animal Styles of the Viking Age, in Müller-Wille & Larsson 2001, pp. 131-56, 2001.